# アンジュー帝国

アンジュー帝国
Angevin Empire (英語)
Empire Plantagenêt (フランス語)

1189年前後のアンジュー帝国の版図

アンジュー帝国（アンジューていこく、英語: Angevin Empire（アンジェヴィン・エンパイア）、フランス語: Empire Plantagenêt）は、プランタジネット家（アンジュー家）によって統治された領域の通称である。アンジュ帝国とも表記する。正式な国号ではないが、12世紀から13世紀にかけてプランタジネット家が統治した、ピレネー山脈から現在のアイルランド共和国に至る広大な領土は後世に帝国と形容された。
プランタジネット家は最盛期にはフランス王国の西半分、イングランド王国全土、アイルランド全土（名目上）に勢力を拡張した。しかし、フランス国王フィリップ2世との抗争に敗れたことにより、アンジュー、ノルマンディー等のヨーロッパ大陸の領土の大半を喪失した。この敗北によって、プランタジネット家が大陸に保有する領土はガスコーニュのみとなり、百年戦争の遠因となった。

## 語源とその用法
アンジュー帝国とは、ヘンリー2世とその息子であるリチャード1世、ジョンといったプランタジネット朝の君主が支配した領域を指すものとして近代に作られた歴史用語である。ヘンリー2世の別の息子であるジョフロワ2世はブルターニュを統治して分家を築いた。歴史家が知る限りでは、同時代にはアンジュー家の統治に関してはそのような言葉は用いられなかった。しかしながら、「我々の王国や万事全てがあらゆる支配に服属している」といった記述が使われた。
「アンジュー帝国」という言葉は1887年にケイト・ノーゲイトが出版した『England under the Angevin Kings』で初めて使われた。フランスでは「Espace Plantagenêt」（プランタジネット朝の領域）は時々、プランタジネット家が支配した封土に関する記述として用いられる。
「アンジュー帝国」という呼び名は、半世紀にも及ぶ同君連合によりイングランドとフランス間の互いの影響が広まったという点で再評価を迎えた。アンジェヴィン（アンジューの）という言葉自体はアンジュー地方及びその中心都市であるアンジェの居住者に用いられる。プランタジネット家はアンジュー伯ジョフロワ1世の子孫であるため、この言葉が使われた。
「帝国」という言葉は何人かの歴史家の間で論争を呼び起こした。領域はヘンリー2世の相続と占領によって統合されたからである。これらの領域において何らかの共通のアイディンティティーが共有されたのかは明らかでない。何人かの歴史家は、当時の西ヨーロッパに唯一の帝国と呼ばれた政治組織である神聖ローマ帝国が存在していたことから、「アンジュー帝国」という言葉は完全に保留すべきだと論じた。別の歴史家はヘンリー2世の帝国は強力ではなく、中央集権的ではなく、また広大でもないので帝国と呼ぶにはふさわしくない、と論じた。「アンジュー帝国」という言葉によって仄めかされているような、帝国の称号はそこには存在していなかった。しかしながら、幾人かの年代記作家達（特にヘンリー2世自身に仕えていたような人物）は、たとえプランタジネット家自身が帝国の称号を主張していなくとも、このような領土の集積を形容するのに「帝国」という言葉を用いた。
実際の最高位の称号は「イングランド国王」であり、それにフランスの地の公や伯の称号が加わるが、それらは完全かつ全体的に独立しており、幾つかはイングランドの法には属していなかった。これらのことから何人かの歴史家は、アンジュー帝国は互いの結び付きが緩い7つの独立した君主国が集まっていることを強調して「連邦帝国」という言葉を用いている。

## 地理と行政
アンジュー帝国が最大領域を誇っていた頃には、イングランド王国、アイルランド太守領、ノルマンディー、ガスコーニュ、アキテーヌ（ないしはギュイエンヌ）の各公国、アンジュー、ポワトゥー、メーヌ、トゥレーヌ、サントンジュ、ラ・マルシュ、ペリゴール、リモージュ、ナント、ケルシーの各伯領から成り立っていた。この中の幾つかの公国や伯領は同時にフランス王の封臣であった。 プランタジネット朝はまた、ブルターニュとコーンウォールの両公国、ウェールズ諸侯、トゥールーズ伯、スコットランド王国を影響下においていたが、これらは帝国には含まれない。ベリーとオーヴェルニュも帝国の主権下にあると主張していたが、これらは満たされていなかった。
フランス王領・ノルマンディー公国間の国境はよく知られており、容易に描くことができる。その一方で他の土地では曖昧であった。特にアキテーヌの東方国境地帯がそうであり、そこではヘンリー2世と後のリチャード1世獅子心王が主張していた国境と、実際に彼らの権力が及ぶ範囲には、しばしば隔たりがあった。アンジュー帝国の最も重要な特徴の一つとして「polycratic（＝多権力性）⇔monocracy（独裁）」がある。この言葉は、アンジュー帝国のある臣民が書いた最も重要な政治的パンフレットが由来である、つまりジョン・オブ・ソールズベリ（ソールズベリのヨハンネス）の『Policraticus』である。
- イングランドは徹底した統治下に置かれ、恐らくは最も統治が行きとどいた場所であった。王国は州長官（治安判事）が統治する州に分けられて法令が強いられた。国王が不在の間は名声があるものが最高行政長官（大法官・ユスティティエ）に任じられた。イングランド王は大概はイングランドよりもフランスに滞在し、他のアングロ・サクソンの諸王よりも膨大な令状を用いた。奇妙なことに、このことは他の何よりもイングランドを助けることになった[20]。ウィリアム1世征服王の許ではアングロ・サクソン系貴族はアングロ・ノルマン人系貴族に取って替わられた。ただし、アングロ・ノルマン系の貴族はかなりの大きさの連続した土地を所有できなかった（離れた所にしか所領を持てなかった）ので、貴族達が国王への反逆を起こすのをより一層困難にしたと同時に、自分達の土地すべてを一時に防衛するのを困難にもした。イングランドの 伯（Earl） （アングロ・サクソン由来のエアルドルマンに任じられたもの）は大陸にも同様に伯（count） 領（カール大帝由来のコント・伯）を有した。しかしながら彼らの中で国王に勝る者はいなかった。

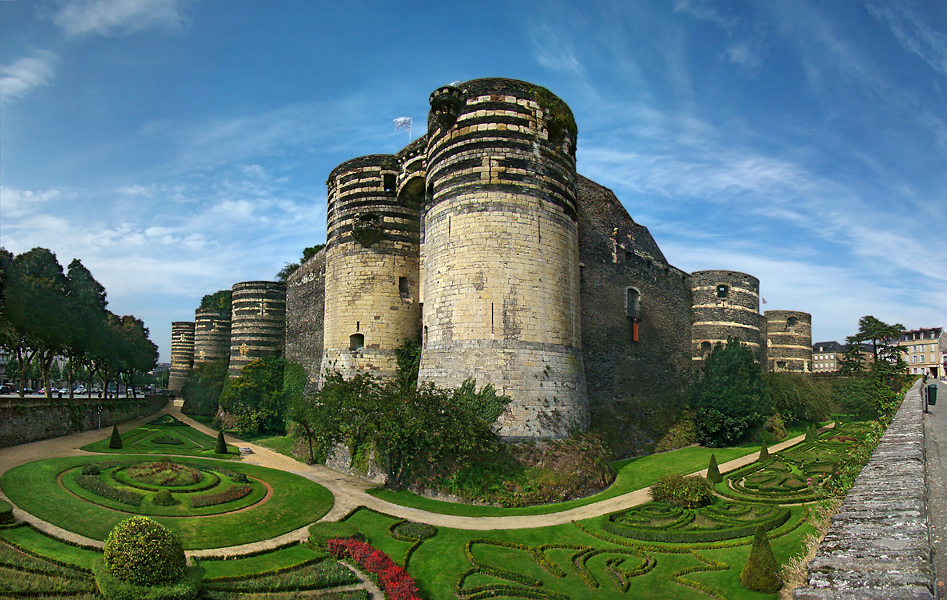
アンジェ城とその城壁。ここから市街やメーヌ川が見渡せる。現在の城はアンジュー帝国以後に建てられた。

- 大アンジュー[21]では例えばプレヴォ（代官）en:prévotsやセネシャル（家令）en:seneschalsといった2つの種類の役人によって統治されていた。これらの役人・役所はトゥールーズ、シノン、ボージェ、ボーフォール、ブリッサク、アンジェ、ソミュール、ルーダン、ロシュ、ランゲー、モンバゾンなどに設置されていた。しかしながら他の地域ではプランタジネット家の行政下に置かれておらず、他の一門によって統治されていた。例えばメーヌは当初は大部分の地域が自治され、行政機構を欠いていた（他の家門が統治している地域にはアンジュー家は介入できなかった）。そこでプランタジネット家はル・マンのセネシャルseneschal of Le Mansに代表されるような新しい行政官を任じることによって行政機構の改善を図ろうと努めた。これらの改善策は余りにも遅過ぎたが、カペー家が大アンジューを吸収した後にその恩恵に与ることになった。[22]
- ガスコーニュの統治は大変緩やかで、アントル・ドゥ・メール（字義は二つの海の間だが、ドルドーニュ川からガロンヌ川までの間の地域）、バイヨンヌ、ダクスにだけ滞在している役人たちと、さらにサンティアゴ・デ・コンポステーラ巡礼路とガロンヌ川の水路をアジャンのあたりまで管理する役人たちとを設置していただけだった。ガスコーニュの残りの地方は行政下に置かれず、それらの大部分は他の地域と同じ程度だった。かつてのポワティエ家の公のようにアンジュー家が全公国に自らの権威をもたらすのは難しかった[23]。ガスコーニュは支配者には魅力がなかった、というのもその景観がひとつの理由であり、もうひとつは強固な統治をそこにもたらすことが難しいことである[24]。
- ポワトゥーとギュイエンヌでは城はギュイエンヌに集中していた。そこには公的な代理人がいたが、その一方で東方のペリゴールとリモージュにはいなかった。加えて、これらの地域では領主はあたかも主権をもった小君主のようにして統治し、貨幣を打造するなどして領地に自分達の力を誇示した。リチャード1世獅子心王 自身がリモージュで死去している。
- ノルマンディーはアンジュー帝国下では恐らく最も重要な行政地の一つである。プレヴォ（代官）Prévotsと副伯（ヴィコント）は裁判権と死刑執行を司るバイイの前に自分達の有利な立場を失った。彼等は12世紀頃にノルマンディーに導入され、イングランドの治安判事のように組織化された。フランス王領とノルマンディ公領の国境ではノルマンディー公の力は強大だったが、他の地域ではより緩やかだった。
- アイルランドにはアイルランド太守領がおかれたが、当初はその統治には困難が伴った。ダブリンとレンスターではアンジュー家の支配が強化され、コークとリムリックとレンスターではアングロ・ノルマン系貴族に支配された[25]。

アキテーヌとアンジューでは公および伯の権威が存在はしていたが、それぞれの領域内は均質ではなかった。例えば、これらの地域（ポワトゥーやラ・マルシュ）ではリュジニャン家がとても有力で、プランタジネット家への重要な対抗馬であった。
- スコットランドは王国から独立していたが、ウィリアム1世獅子王によって引き起こされた遠征で打撃を蒙り、ファレーズ協定 に基付いて南スコットランドに駐留したイングランド軍は彼の地にエディンバラ、ロクスバラ、ジェドバラ、ベリックの各城を築いた[26]。
- トゥールーズはアキテーヌ公の封臣であるトゥールーズ伯によって支配されていたため間接的な支配であったし、トゥールーズ伯がアキテーヌ公に従うことはまれであった。ケルシーのみがプランタジネット家の直接の支配下に置かれていたが、たびたび係争地となった。
- 伝統的に貴族の独立性が強いブルターニュではプランタジネット家による支配が強化された。（ブルターニュ伯・公はノルマンディー公の封建的家臣であった）ナント はアンジュー家の支配下にあったのは疑う余地のないが、その一方でプランタジネット家自身がブルターニュの様々な出来事に干渉し、大司教の設置（ドル・ド・ブルターニュ司教座を大司教座に昇格させトゥレーヌ地方にあるトゥール大司教座のトゥール大司教管区からブルターニュの九つの司教区を独立させようとしていた）などを通じて権威を押し付けた[27]。
- ウェールズはプランタジネット家と良好な関係を保ち、彼らに臣従を誓って領主と認めるものの、ほとんど自治を行っていた[28]。ウェールズはプランタジネット家にナイフとロングボウを提供し、これらは後にイングランドに多大な成功をもたらした。

### 経済と歳入
アンジュー帝国の収入は各封土の様々な政治構造のため複雑であった。イングランドのように中央集権化が進んだ地区では、より緩い行政下にあったリムーザン（現地の侯は独自の硬貨を発行していた）よりも多くの収入を得られた。
イングランドで調達された財貨は大陸での諸問題に費やされたと一般に信じられている 。また、高い行政水準をもったイングランド、およびそれには劣るものの行政の整ったノルマンディーは、アンジュー帝国にとって、かなり安定した歳入を得られる唯一の地域だった。
イングランドでの収入自体は年によって様々である。
- ヘンリー2世がイングランド王になった時の収入は、年にヘンリー1世統治下での半分でしかない10,500ポンドしかなかった[29][30]。これはスティーヴン王の治世（無政府時代）の間に支配が弱まったからである。ヘンリー2世の統治が落ち着いてくると収入は次第に年に22,000ポンド上昇した。
- 第3回十字軍の遠征準備の時の収入は年に31,050ポンド増えたが、リチャード1世獅子心王がいなくなると年に11,000ポンドまで減った。
- ジョン欠地王の統治下では、当初の収入は年に22,000ポンドと安定していた。その後フランス再征服のためにジョンは83,291ポンドの収入を達成したが、それでもすべての財源、たとえばユダヤ人からの収入などが含まれているわけではなく、それらを含めると1211年に145,000ポンドまで増えただろうとされる。

アイルランドでの収入は一貫して低く、1212年には2,000ポンドしかなかったが、大部分の記録は失われている。
ノルマンディーでは公の統治により大きく変動した。ノルマンディーの収入は、1180年にはわずかに6,750ポンドであったが、1198年にはイングランドよりも多い25,000ポンドに達した。より印象的なのは、イングランドの人口が350万人に対してノルマンディーの人口は150万人とずいぶんと少なかったということである。
アキテーヌ、アンジュー、ガスコーニュの収入に関する記録は残っていないが、かといって貧しかったというわけではない。これらの地域には大ブドウ畑や、重要な都市、鉄鉱山があった。ラルフ・オブ・ディチェトはイングランド年代記で以下のように綴っている（アキテーヌの語幹 "aqui-" はラテン語で水の意）。
アキテーヌはあらゆる種類の豊かさで溢れており、歴史家がガリアの地で最も豊かで実り育っていると見做していることからも分かるように他の西側世界よりも勝っている。土地は肥え、ブドウ畑は実り多く、森は野生に満ちている。ピレネー山脈から北へ流れるガロンヌ川や他の小川が田園を潤し、これら命の源たる水が実にこの土地の名の由来である。
カペー朝の君主はこのような収入に関する記録を残していないが、 ユーグ・カペーやロベール2世敬虔王の時と比べてルイ7世若年王やフィリップ2世尊厳王の時代には王国内の諸公国に対する中央集権化が進められた。プランタジネット家の諸王の富は巨大であると明確に見做されている。ジェラルド・オブ・ウェールズはその富についてこう記述する。
それゆえ人は、多くの戦争にもかかわらず、ヘンリー2世やその息子達がどのようにして多くの富を持てたかと尋ねるだろう。その理由は、固定収益が減ると、臨時徴収で総額の不足を埋め合わせたためであり、彼らは通常収入よりも臨時収入にますます依存していくことになった。
フランスの歴史家シャルル＝プティ・デュタイイfr:Charles Petit-Dutaillisは「リチャードは、もし彼が生き続けていたならば、きっとライバルを打ち負かしたに違いない好機を彼に与える、財源の面での優位を維持し続けていた。」と記している。余り広く支持されていない、間違いだと証明された別の解釈がある。それはフランス王のみがアンジュー帝国全土の収入以上に収入を強化することができた、とするものである。

## 形成（1135年 - 1156年）

### 無政府時代以前

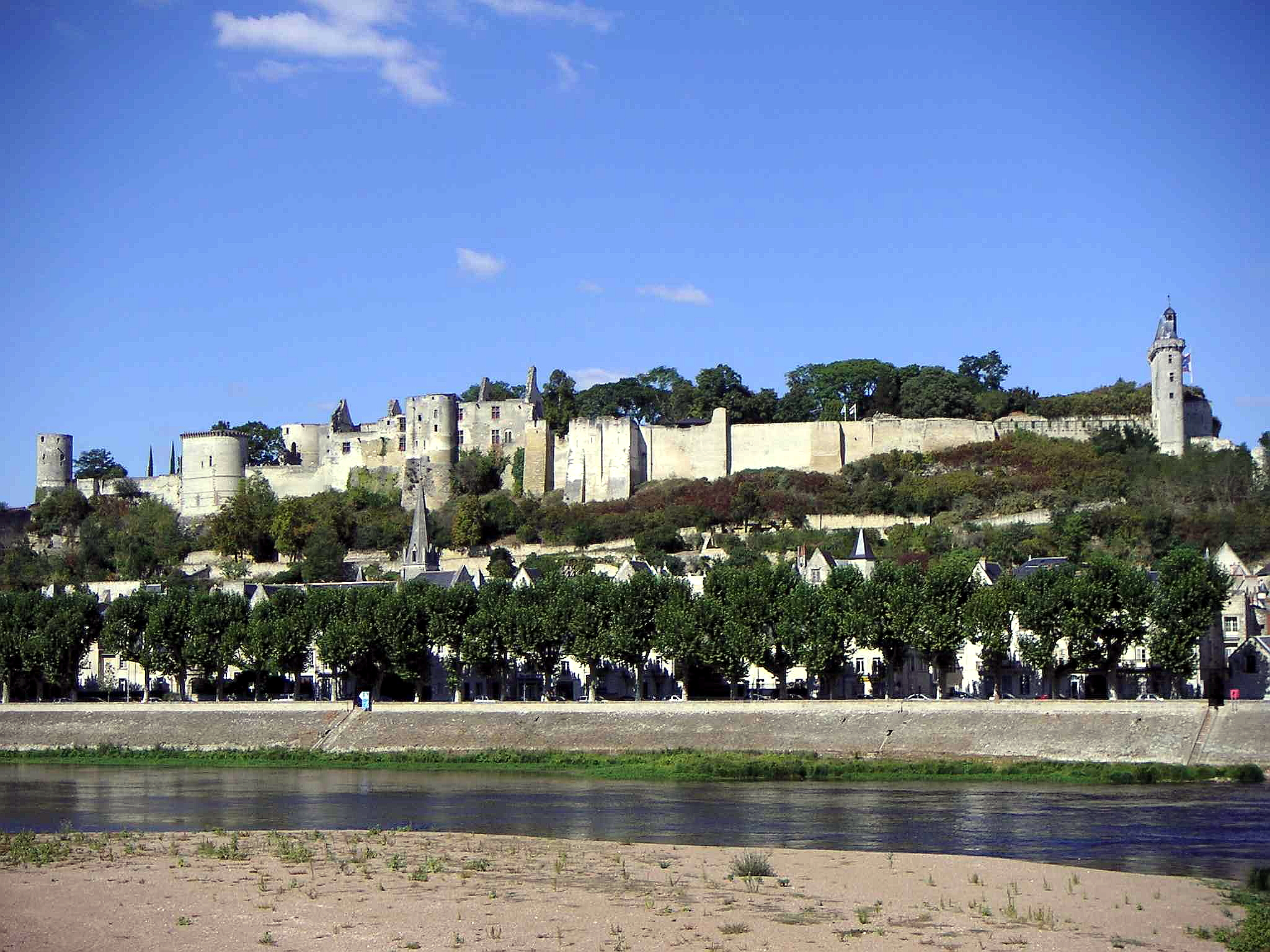
シノン城

アンジュー伯は長い間、ノルドウェスト（フランス北西部）で勢力を誇ってきた。アンジュー伯はノルマンディー公国 やブルターニュ公国 、場合によってはフランス王とさえ敵対し続けてきた。フルク4世はトゥレーヌ 、メーヌ 、ナントの支配権を要求し続けてきたが、シノン、ロシュ、ルーダン等の諸城を築くことでトゥレーヌのみ効果的に支配できた。フルク4世は息子のフルク5世をメーヌの相続人であるエランブール・デュ・メーヌと結婚させることでアンジューを統一した。アンジュー朝が成功を収めている間に宿敵のノルマンディー公国はイングランドを征服し、ポワティエ家はガスコーニュ公およびアキテーヌ公に、ブロワ伯はシャンパーニュ伯になった。
イングランド王ヘンリー1世碩学王は兄のノルマンディー公ロベール短袴公を破ったことにより、ノルマンディー公領を自分のものにし、兄の息子ギヨーム・クリトン（クリトンはギリシャ語由来の貴公子の意。1127年にフランドル伯となる）を敵に回し、ギヨーム・クリトンは父方の相続権を理由にノルマンディー公及びイングランド王位を請求した。ヘンリー1世はフランドルに対抗するために唯一の嫡子であるウィリアム・アデリン（アデリンはゲルマン語由来の「高貴な」）とフルク5世の娘を結婚させることでアンジューと同盟を結ぼうと試みたが、ウィリアム・アデリンは1120年のホワイトシップの遭難で死亡した。そこでヘンリー1世は娘マティルダをアンジュー伯ジョフロワ5世と結婚させようとしたが、そのためにはアングロ・ノルマン人達がマティルダの王位継承を認める必要があった。これ以前の中世ヨーロッパにおける女王はウラカが唯一であり、それは奨励されることではない先例として見做されていた。にもかかわらず、1127年1月にアングロ・ノルマン人の有力諸侯（バロン）や高位聖職者はマティルダを王位継承者であることを認めて誓約した。1128年 6月17日にル・マンで婚姻が祝われた。

### 無政府状態とノルマンディーの相続を巡る問題
王位継承を安全なものにするために、イングランドとノルマンディーにおける城と支持者が求められた。マティルダとジョフロワ5世はこれに成功し、イングランドにはヘンリー1世とその娘のマティルダという2つの権力が存在した。ヘンリー1世は城をマティルダに譲るのを拒否したり、疑わしく感じたマティルダ支持派の貴族の土地を没収することで分裂を防いだ。1135年までにヘンリー1世とマティルダの主要な争いはヘンリー1世に忠実な貴族たちをマティルダに反抗させることになった。1135年にヘンリー1世が危篤の時にマティルダとその夫はアンジューとメーヌにいたが、マティルダの従兄で王位継承権争いの相手であるスティーヴンはブローニュにいた。スティーヴンは急いでイングランドに駆けつけ、ヘンリー1世死去の知らせを受けて1135年12月にイングランド王に就いた。

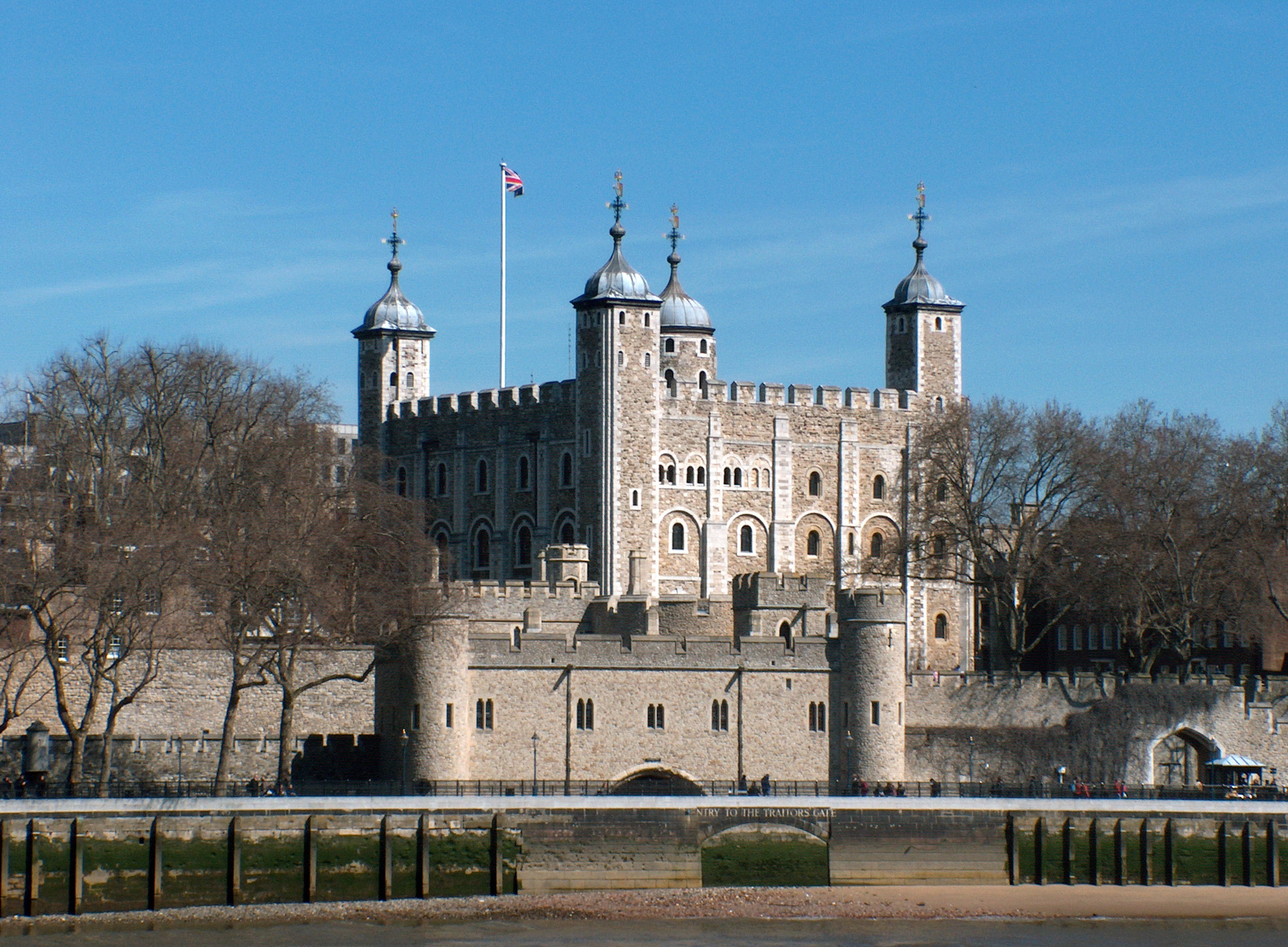
テムズ川から見る白塔、ウィリアム1世征服王によって建てられた。

ジョフロワ5世は当初、スティーヴンに代わるノルマンディー女公として認めてもらうようマティルダ1人を外交使節としてノルマンディーに送った。しかしながらジョフロワ5世は逃げ隠れていたのではなく、自ら軍を率いて南ノルマンディーの要塞を迅速に落としていった。これらの要塞は以後は失われることはなかった。この時、アンジューの貴族であるロベール3世サブレが現れ、ジョフロワ5世の後衛部隊の前を開き、ジョフロワ5世をアンジューに撤退させて反乱は終わった。
ジョフロワ5世がノルマンディーに戻った1136年9月には、各地方は豪族間の抗争や内紛に苦しめられていた。スティーヴンもノルマンディーに来ることはできず、状況は混沌としていた。ジョフロワ5世は新たな同盟者としてヴァンドーム伯とそしてより重要なアキテーヌ公ギヨーム10世を見つけた。ノルマンディーを征服するための新たな軍備が整えられたが、傷が原因でジョフロワ5世はアンジューに再び戻ることを余儀なくされた。しかも、その軍隊は疫病による下痢に襲われていた。年代記作家オルデリック・ヴィターリスは「侵略者は汚物を引きずりながら故郷に帰って行った」と記す。スティーヴンは最終的に1137年にノルマンディーに到着して秩序を回復したが、グロスター伯ロバートを始めとする多くの支持者からの信用を失った。ジョフロワ5世は抵抗に遭わずにカーンとアルジャンタンを掌握したが、この時にはイングランド王が激怒をしているのでロバートの領地を守らなければならなかった。ジョフロワ5世がノルマンディーで圧力をかけている間にロバートとマティルダは海峡を渡り、イングランドに上陸した。1141年11月のリンカーンの戦いでスティーヴンが捕えられたことにより、そのノルマンディー支配の崩壊が促進された。
ジョフロワ5世はノルマンディー全土を掌握したが、最早アキテーヌの支持は得られなかった。1137年にフランス王ルイ7世若年王がアリエノール・ダキテーヌと結婚したことで自身がアキテーヌ公となり、加えて広大な領域を支配することになったので、ノルマンディーの政変への興味を失ったからである。他方、ジョフロワ5世はノルマンディーの支配権を主張し、マティルダはスティーヴンの同盟者からの打撃を蒙った。ウィンチェスターでロバートはマティルダの撤退を援護中に捕虜となった。そのためマティルダはスティーヴンとロバートの捕虜交換を行った。
1142年にジョフロワ5世は海峡を渡りとマティルダを支援することを求められたが、自身はよりノルマンディーに関心を持っていたためにこれを拒絶した。ジョフロワ5世はアヴランシュ、モルタン、シェルブールの占領に続き、1144年にルーアンに対して決定的な攻撃を行って占領した。その時にジョフロワ5世は自ら聖油式を行ってノルマンディー公に就き、ジゾールを譲渡する条件でルイ7世から正式にノルマンディー公として認められた。ジョフロワ5世はノルマンディーの支配に満足し、たとえイングランドのマティルダが破滅の淵に追いやられようとも、彼女を助けに行こうとはしなかった。ジョフロワ5世の弟エリーは自分の当然の分け前としてメーヌ地方を彼によこすように求めた。しかしこの問題が解決するや否や、別のアンジュー地方の貴族が反乱を起こした。ルイ7世が新たにポワトゥー地方（ポワトゥー地方はアキテーヌ公になったルイ7世のもの）のセネシャル（家令＝軍事指揮権を持つ代官、メロヴィング時代の家宰）として任命したジロー2世・ド・モンルイユ＝ベリーという別のアンジュー出身の貴族が南アンジューでジョフロワ5世に対する反乱を指揮し始めたからである。

### ヘンリー2世の即位とアンジュー帝国の名目上の成立

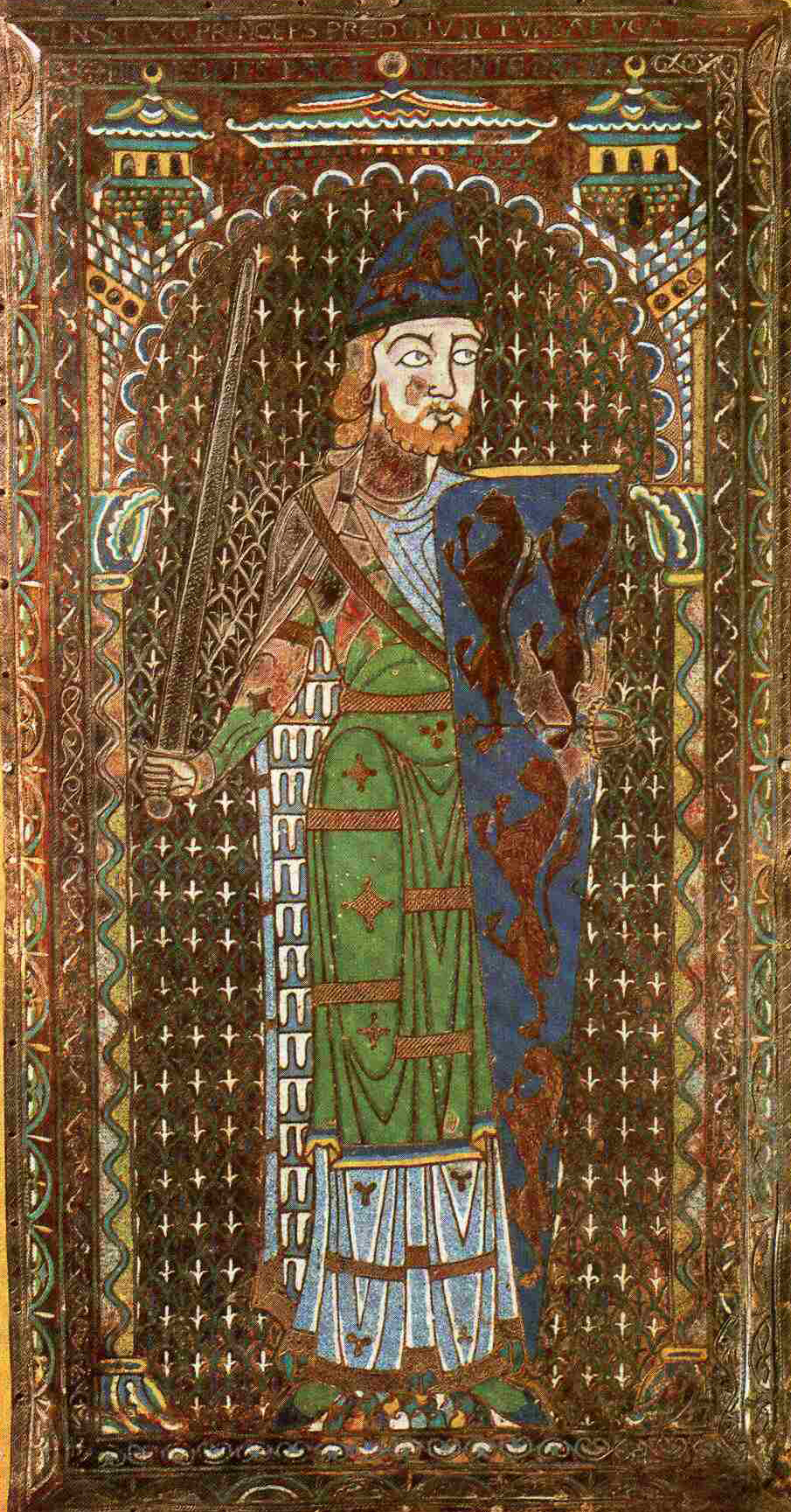
アンジュー伯ジョフロワ5世はジェフリー・プランタジネットとも呼ばれた。

スティーヴンは既にノルマンディーへの要求を諦めていた。ルイ7世が明らかにジョフロワ5世を正式にノルマンディー公と認めていたとしても、ジロー2世の問題のため2人の王との同盟は可能であった。1151年にルイ7世はノルマンディーのヴェクサンを譲渡する代償としてジョフロワ5世の息子であるアンリ・ド・プランタジュネを新しい公に認めることに同意した。1151年にジョフロワ5世が38歳で死ぬとアンリがアンジュー伯となった。ヴィルヘルム・フォン・ノイブルク（ニューバラのウィリアム）の本（1190年頃）によれば、ジョフロワ5世はアンリに対して、仮にイングランドの王冠を勝ち取ったのなら、弟のジョフロワにアンジューを譲渡すべきであると明言した。遺言が確固たるものにするために、ジョフロワ5世はアンリがイングランド王位を獲得してアンジューを手放すまで自身の埋葬を禁じると布告した。

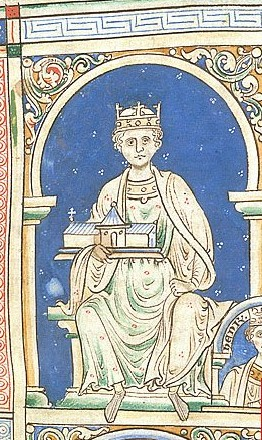
アンジュー家出身の初代国王ヘンリー2世。

1152年3月、ルイ7世とアリエノールは長い間子供を儲けられなかったことから、近親婚を理由にしてボージャンシー宮殿で離婚した。離婚後にはアリエノールにはアキテーヌ公領が残されたが、フランス王の支配は続いたままであった。8週間後にアリエノールはアンリと再婚した（アンリは最早ルイ7世と関係を持っていなかった）。かくしてアンリはアキテーヌとガスコーニュの公となったが、このことからアンリが弟にアンジューを譲渡しないのは一目瞭然であった、というのもアンジューを弟に渡すと、アンリの領土が二分されてしまう（ノルマンディーとガスコーニュの中間にあるアンジューを弟に渡すとアンリの領土が分断されてしまう）からである。ルイ7世主導の許でアンリに敵対心を持つものがすべて集められた。つまりイングランド王スティーヴン及び息子のブローニュ伯ウスタシュ4世（ルイ7世の姉妹と結婚）、シャンパーニュ伯アンリ1世（アリエノールの娘マリーと婚約）、ドルー伯ロベール1世（ルイ7世の弟）、そしてジョフロワ（最早アンジューを求めていなかったが）が反アンリ同盟を締結した。
1152年7月にカペー家の軍隊がアキテーヌを攻撃したが、他方、ルイ7世はウスタシュ4世、アンリ1世、ロベール1世と共に自らノルマンディーを攻撃した。スティーヴンがイングランドにおいてアンジュー家に忠実な者達を攻撃している間に、ジョフロワはアンジューで反乱を起こした。何人かのアングロ＝ノルマン貴族は、訪れるべく禍に備えて忠誠先を切り替えた。アンリは自らの領土が攻撃されている時に、イングランドへの要求を強めるために船を進めていた。アンリは最初にアンジューに赴いてジョフロワに降伏を要求し、それが認められると1153年1月にスティーヴンに会うためにイングランドへ船を進めた。幸運にもルイ7世は重病のため闘争から身を引かねばならず、その一方でアンリは敵から領地を守っていた。7か月間の戦闘と政治的駆け引きの後、アンリはスティーヴンを無力化することに失敗した。その頃、ウスタシュ4世が死亡し、そのことが「神の嚇怒」ではないかと疑われた。これが最後の付け足しで、スティーヴンはウィンチェスター条約（ウォリングフォード協定ともウェストミンスター協定とも）の批准で闘争から身を引いた。スティーヴンはアンリを相続人とした。ただし、スティーブンの家族（ウスタシュの弟がノルマンディーに持つ領土など）のイングランドとフランスの領土を保証することが条件であった。同じ頃、リンカーンで勝利したばかりのマティルダはこの条項を拒絶した。1154年12月にアンリはイングランド王ヘンリー2世となった。続いてヘンリー2世がジョフロワにアンジューを譲渡するという約束の問題が再び持ち上がった。ヘンリー2世はローマ教皇ハドリアヌス4世から無理やり誓約をさせられたという理由で特許状をもらい、1156年にジョフロワには代償を払うとルーアンで約束した。しかし、後にジョフロワはこれを拒絶して再び反旗を翻すことになる。仮にジョフロワに確固たる道徳的な要求があったとしても、それでもなお彼の立場は非常に弱かったであろう。ヘンリー2世が自らをノルマンディー、アンジュー、アキテーヌの封臣として忠誠宣誓をルイ7世に誓ってから、ルイ7世はヘンリー2世に干渉しなくなった。ヘンリー2世がジョフロワの反乱を粉砕してからは、ジョフロワは年金で満足しなければならなくなった。

## 拡大
ヘンリー2世はより多くの領土を求めて、特にイングランドとノルマンディー周辺に研磨機のように封臣国家の輪を築いた。最も明白なのはスコットランド、ウェールズ公領、ブルターニュ、フランドル伯領であり、これらの国々もまた後の拡大の一環として出発点となった。
スコットランド王デイヴィッド1世は無政府状態を利用してカンバーランド、ウェストモーランド、ノーサンバーランドを占領した。ウェールズではリース・アプ・グリフィズ やオーウェン・グウィネズのような首領が現れた。ブルターニュではブルターニュ公、要するにウード2世・ド・ポロエがノルマンディーの宗主権を認めた証拠は見られない。ムーラン・ラ・マルシュとボンムーランの2つの重要な国境地帯の城はジョフロワ5世が奪還できず、ドルー伯ロベール1世が所持していた。1157年にはルイ7世によってフランドル伯ティエリー・ダルザス（ドイツ語ではディートリヒ）が同盟に加わった。より南方ではブロワ伯がアンボワーズを占領した。ヘンリー2世の観点ではこれ等は解決しなければならない問題であった。
ヘンリー2世は自らを無謀で大胆な君主であると誇示し、積極的な活動を行った。ヘンリー2世は、イングランドにいるよりもフランスにより滞在しているので、セント・ポール寺院の聖堂参事会長であるラルフ・オブ・ディッスは次のように皮肉をこめて言った。

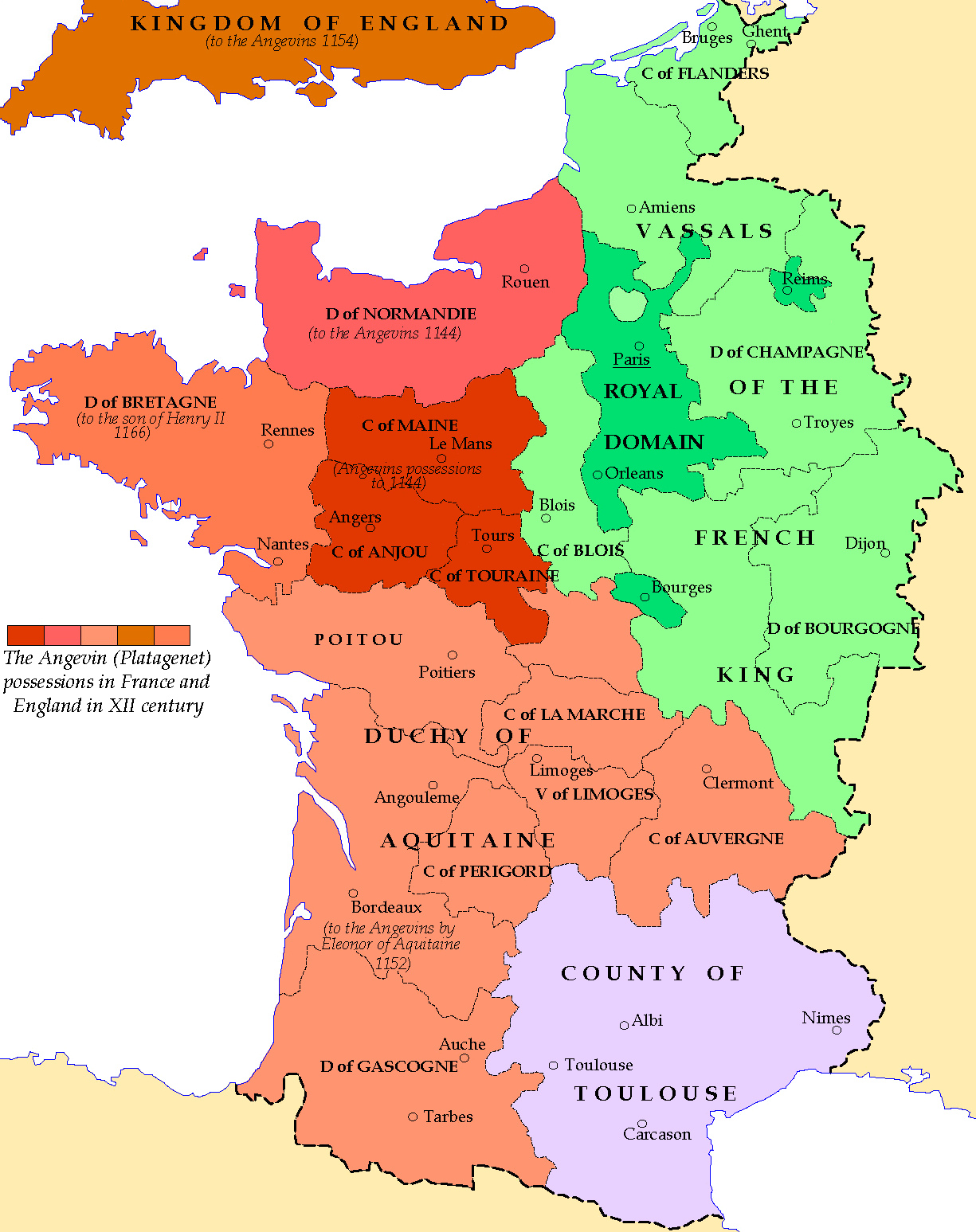
1154年の情勢。

| 「 | 王はロンドン塔のみ残してイングランドに帰らない。 | 」 |

### フランスにおける城と要塞
1154年にヘンリー2世はヴェルノンとヌフマルシェを購入した。今日の観点では、このことはプランタジネット家とカペー家の間の新しい戦略上の調整であった。ルイ7世はヘンリー2世を倒すことが不成功に終わったのを否定することができなかった。1154年にアンジュー家はイングランドを支配下に置いており、アンジュー家のカペー家に対する優位性に異を唱えることは無意味であった。ヘンリー2世は未だノルマンディー・ヴェクサンを完全に回復するまでは要求をやめなかった。1158年にトーマス・ベケットは交渉のために大使としてパリに派遣されたが、そこでアンジュー家の富はカペー家のよりも勝っていることを誇示した。ルイ7世の娘マルグリットは未だ嬰児であったが、ヘンリー2世の息子で将来の国王となる若ヘンリーと婚約させられた。マルグリットが相応の年齢となると、その持参金となったのがノルマンディー・ヴェクサンであった。ヘンリー2世はムーラン・ラ・マルシュとボンムーランの両城を奪還した。ブロワ伯ティボー5世はアンボワーズをヘンリー2世に返還した。

### フランドル
ティエリー・ダルザス（ディートリッヒ・フォン・エルザス）がルイ7世の反ヘンリー2世同盟に加わっていたにもかかわらず、イングランドとフランドルの間の羊毛貿易は良好だった。これは両者の関係が、ティエリーがエルサレムに巡礼に出掛ける時には、自らの領地の管理人として、何の心配も抱かずに済む管理人としてヘンリーを指名していた誠意ある関係だったことからもわかる。1159年にスティーヴンの生き残りの息子であったギヨーム1世が死んだことにより、ブローニュ伯とモルタン伯の地位は空席となった。ヘンリー2世はモルタン伯は吸収したが、ブローニュ伯はティエリー・ダルザスの息子でマリー・ド・ブローニュと結婚していたマチューに与えるのを望んだ。ブローニュ伯の称号にはロンドンとコルチェスターの重要な荘園が付け加わった。
ブローニュ経由でイングランドはフランドルとの数多くの羊毛貿易の取引をしていた。これら2つの伯領の同盟は婚姻と領地の譲渡によって理論的に確実にされた。ヘンリー2世は最初にマリーを修道院から呼び戻さなければならなかったが、この行為はノルマン朝以来のイングランドで良く見られた。僅かに残存している公的文書が示しているところには、1163年にヘンリー2世とティエリー・ダルザスとの間でウィリアム1世征服王によって取り決められた条約の更新が行われた。フランドルはヘンリー2世に対して毎年の貢税の代わりとして騎士を供給した。

### ブルターニュ
ブルターニュではブルターニュ公コナン3世が息子のオエルを庶子と宣言して廃嫡した。この結果、オエルの姉妹であるベルトがブルターニュ女公となり、その夫ウードが名目上の公となった。オエルは義理の兄弟と共同統治を行い、ナント伯の地位に満足しなければならなかった。ベルトは前夫アラン・ド・ブルターニュとの間に既にコナン4世を儲けていた。1148年にリッチモンド伯となったコナン4世は、イングランドに領地をもっているので、どんなブルターニュ公よりも、イングランドがブルターニュを容易に支配下に置くためにヘンリー2世にとっての格好のブルターニュ公候補者であった。
1156年にコナン4世がナントで即位している時にブルターニュは内乱に見舞われ、オエルに対抗するために人々はヘンリー2世に助けを求めた。ヘンリー2世の弟ジョフロワはヘンリー2世によってナント伯に叙せられたが、24歳で死んだため長くは続かなかった。 1158年にコナン4世は短期間ナント伯となったが、ヘンリー2世はアヴランシュに軍を集めてコナン4世を脅し、伯位を取り上げた。1160年にヘンリー2世は和解の婚姻として自らの従妹であるマーガレット・オブ・ハンティングダンとコナン4世を結婚させた。ヘンリー2世はドルーの大司教の指名にも関与し、宗教界からブルターニュに圧力をかけた。強力な支配の伝統を欠いていたブルターニュでは、貴族間の不満が高まった。この不満は1166年のヘンリー2世への反乱として現れた。ヘンリー2世は息子で当時7歳のジョフロワ2世とコナン4世の娘を婚約させ、後にヘンリー2世がブルターニュの支配者となるために（公になるわけではないが）コナン4世を強制的に退位させた。ブルトン系貴族はこれに反発して、最初に1167年に、次に1168年 に、最後に1173年にブルターニュで反乱を起こした。互いの攻撃は領地没収という形で現れ、ヘンリー2世は信頼のおける人物としてウィリアム・フィッツハモとローランド・オブ・ディナンをブルターニュに派遣した。ブルターニュは公的にはプランタジネット家の領地ではなかったが、その支配は強かった。

### スコットランド

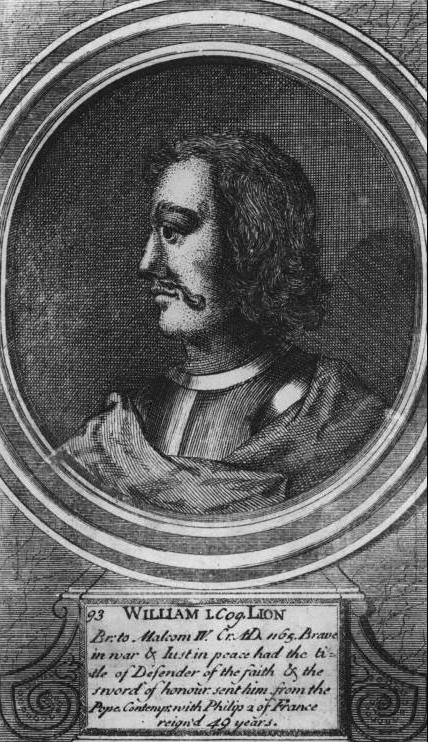
スコットランド王ウィリアム1世獅子王。

1157年にヘンリー2世は以前にスコットランド王デイヴィッド1世が占領したカンバーランド、ウェストモーランド 、ノーサンバーランド について話し合うため、その孫であるマルカム4世と会見した。1149年に積極的に成る前のヘンリー2世はデイヴィッド1世に対して、ニューカッスル・アポン・タインの北部をスコットランドに属するのを誓うことで友好政策を採った。マルカム4世はこの誓約を守ったが、ヘンリー2世はそうではなかった。 この時にヘンリー2世が教皇からの特許状を得たという証拠はない。ウィリアム・オブ・ニューバラに言わせると「イングランド王が更に力を得るためにより良い議題を得たのは賢明な考えである」。
マルコム4世は降伏し、父から相続したハンティンドンを回復するために忠誠を誓った。
次のスコットランド王がウィリアム1世獅子王であったことはヘンリー2世にとって不運であった。ウィリアム1世は1152年にデイヴィッド1世からノーサンバーランドを与えられてより、それが1157年にヘンリー2世によって失われたからである。
ルイ7世との条約に基づいてウィリアム1世は1173年と1174年にノーサンバーランドに侵攻したが、アルンヴィック付近で捕虜となり、ファーレズの条約を結ばなければならなかった。エディンバラ、ロクスバラ、ジェドバラ、ベリック・アポン・ツィードの各城に駐屯軍が設置された。 南イングランドはブルターニュのようにイングランドの強い支配下にあった。リチャード1世獅子心王は第3回十字軍の資金提供の見返りとしてファレーズ条約を止めた。2人の獅子王の背景にはこのような真底の関係があったのである。

### ウェールズ
リース・アブ・グリフィッズとオーウェン・グウィネッズは交渉を深めた。はヘンリー2世は1157年、1163年、1163年の3度に渡ってウェールズを攻め、リースとオーウェンはヘンリー2世の宮廷に召集されることで答えた。ヘンリー2世の時のウェールズはあまりにも粗野で大規模な反乱が起きた。ヘンリー2世は1164年に強力な軍を率いて第4次ウェールズ侵攻を行った。ウェールズの年代記『ブルート・ウ・トゥヴィソギオン』によるとヘンリー2世は「イングランド、ノルマンディー、フランドル、アンジュー、ガスコーニュ、スコットランドの戦士によって選ばれた強力な君主」は「ブリテン全土を従属と破壊下」を目的とすると掲げた。
悪天候、雨、洪水、そしてウェールズ軍の襲撃はアンジュー軍のウェールズ占領を妨げた（詳細はクローゲンの戦い）。激怒したヘンリー2世はウェールズ人の手足を切断した。ウェールズはしばらくの間は無事だったが、1171年のアイルランド侵攻によってヘンリー2世はリースとの交渉を行うことで懸案を終わらせることになった。

### アイルランド

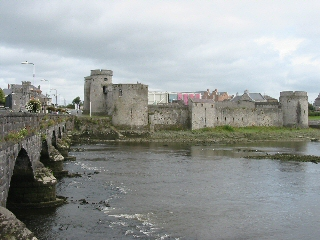
シャノン川に建てられたジョン欠地王の城。

ヘンリー2世の末弟が領地を持っていなかったことから更なる拡張が求められた。ローマ・キリスト教会をもたらすという点で聖座（ローマ教皇庁）はアイルランド遠征を行う強力な助力となった。ヘンリー2世は1155年に教皇回勅のもとでローマの祝福を受けたが、領域周辺で問題が生じたためにウェールズ侵攻は延期された。「“称賛者”の勅書」の項目では「あなたの素晴らしい企図が、称賛され利益をもたらすようなやり方で、あなたの栄光に満ちた名前が地上に広がることをなしとげるであろう。」と記す。
1164年にウィリアム・フィッツエンプレス（フィッツエンプレスとはempressのfilsつまり、神聖ローマ皇帝ハインリヒ5世の妻だったマティルダの子供の意。ジョフロワ5世と再婚したマチルダの子供で、ヘンリー2世の末弟。）がアイルランドに領地を得ることなく死んだが、ヘンリー2世はアイルランド征服を諦めなかった。1167年にアイルランド王ダーモット・オブ・レンスターはヘンリー2世によって「レンスター公」と認められ、アイルランドの他の王に対抗するためにイングランドやウェールズから兵を募ることを許された。騎士達は自らアイルランドを開拓することで当初は大成功を収めた。その程度のことでヘンリー2世は十分困惑し、そして1171年10月にウォーターフォード付近の領地で、ヘンリー2世を自らの領主と見做すアイルランド土着の王達の誇示を見せつけられることになった。コノートの王ローリー・オ・コナーはヘンリー2世に臣従するという条件でアイルランド上王の地位を要求さえした。ヘンリー2世は自分の信頼できる部下をダブリンやレンスターの要塞（ダーモットが死んだ時に）に据えた。ヘンリー2世はまたコーク、リムリック、アルスターといった占領していない王国にも部下を置き、ノルマンディー人は自身のアイルランドの土地を開拓した。1177年にアンリ2世は息子のジョン欠地王を初代アイルランド卿に任じたが、ジョンはあまりにも若かったので1185年になってやっとアイルランドに上陸した。ジョンはアイルランドに権威をもたらすのに失敗し、ヘンリー2世のもとに戻らなければならなかった。 25年後にジョンはアイルランドに帰還したが、他の者達もアイルランドに城を建てて関心を払っていた。

### トゥールーズ

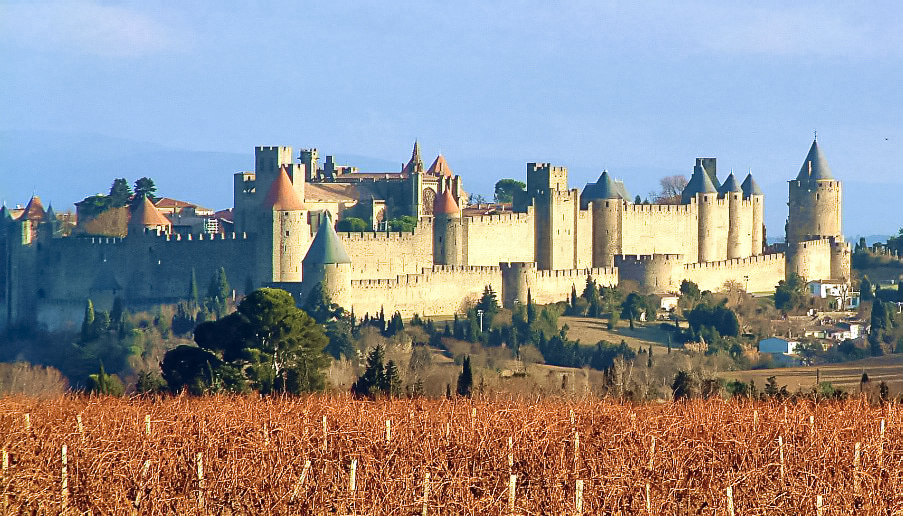
カルカソンヌはトゥールズ伯領の要塞化された都市である。

トゥールーズに関する主張はよりもろいものだった。アリエノールの祖先は大オドの時代の古えのアキテーヌ公国のような中央集権化されたアキテーヌ公領の下での巨大なトゥールーズ伯領を主張した。ヘンリー2世、さらにはアリエノールさえも全体的には古アキテーヌとは血縁がない（アリエノールはポワティエ家、ヘンリー2世はアンジュー家出身である）。トゥールーズは当時の数多くの市よりも大きく、重要塞化され、豊かであった。トゥールーズは大西洋と地中海の中間という点で戦略上重要だった。トゥールーズ伯領はそれ自体が地中海と通じているという点で、ナルボンヌ、カオール、アルビ、ニーム、カルカソンヌといった重要な都市を含んでいるという点でフランス王国の中で最も大きな諸侯領であった。
トゥールーズは簡単に手に入るようなものではなかった。この都市は中世では信じられないくらい大きく、かつ要塞化されている都市であった。言うまでもなく、レーモン5世がルイ7世の姉妹と結婚していたため、トゥールーズを攻撃すると、ルイ7世との間の平和政策を危うくさせるものだった。トゥールーズ伯はまたカルカンヌおよびその子城であるケリビュス、アギラ、テルメ、ペレペルテューズ、ピュイロラン、その他多くの城や要塞都市を重要塞化した。
1159年6月にヘンリー2世はポワティエにガスコーニュからイングランドまでの彼の封土全体、ティエリやマルコム4世の援軍も含む最大の兵力を集めた。ヘンリー2世は北方から攻撃し、他の同盟者達、すなわちトランカヴェル家、ラモン・バランゲー4世（レーモン・ベレンゲール）は他の戦線から攻め込んだ。ヘンリー2世は適切にトゥールーズを占領することができず、ウィリアム・オブ・ニューバラが「四十年戦争」と呼ぶところのトゥールーズとの戦争が再燃した。ヘンリー2世はクレシー地方のガロンヌ渓谷には様々な城が等しく存在するにもかかわらず、カオールを占領した。ヘンリー2世は1161年に戻り、それから対トゥールズに同盟者を残したまま、その他の自分の領地での戦闘で忙しくなった。アラゴン国王アルフォンソ2世自らがこの争いに興味を示して参加した。1171年にヘンリー2世はレーモン5世の敵であるサヴォイア伯ウンベルト3世と同盟を結んだ。1173年、レーモン5世はリモージュにて10年間続いた戦争に降伏し、ヘンリー2世とその息子である若ヘンリー、新たなアキテーヌ公となるのちのリチャード1世獅子心王に忠誠を誓った。

## 最盛期（1160年 - 1199年）
ルイ7世は、同時代人にはその敬虔さ、愛と平和で知られていた。パリのエティエンヌはルイ7世についてこう記す:
ルイ7世はあまりにも平和的で、公正で、カトリック的で、情け深い。仮にルイ7世の質素な振る舞いや服装を見たら、彼が王であると知っていても王ではなくて宗教者だと思うだろう。ルイ7世は正義を愛し、弱者の保護者だ。
同時代の皮肉に満ちたイングランドの年代記家であるウォルター・マップですらルイ7世に対して好意を持ち、他の君主達には手厳しい評価を下しているのとは対照的に称賛していた。
ルイ7世は戦争と暴力を嫌う平和主義者であったが、トゥールーズへの攻撃はヘンリー2世との平和を完全に破壊して逆に他の場所での戦争を生じさせる絶好の機会になった。ルイ7世自身は難しい立場にあり、彼の臣下は彼よりもはるかに強大で、なお悪いことに彼には後継者の男子が全くいなかった。1160年にルイ7世の2番目の妃であったコンスタンス・ド・カスティーユが子供を残さずして没すると、男子を儲けるべくアデル・ド・シャンパーニュと再婚した。ヘンリー2世の圧力の許で、若ヘンリーは最終的に2歳のマルグリットと結婚し、ノルマンディー・ヴェクサンがその持参金であると宣言された。ルイ7世が後継者の男子を残さずして没したのなら、若ヘンリーが次期フランス王になる立場になった。
1164年にルイ7世はより手に負えない同盟者としてカンタベリー大司教トマス・ベケットを見出した。1158年にルイ7世とベケットは以前にもあったことがあったが、今回は状況は大変異なっていた。ジョン・オブ・ソールズベリ（ソールズベリのヨハンネス）によって「Rex Christianisimus」（キリスト教の王）と呼ばれたルイ7世は、すでにベケットのためにささやかな避難所を作っていた。

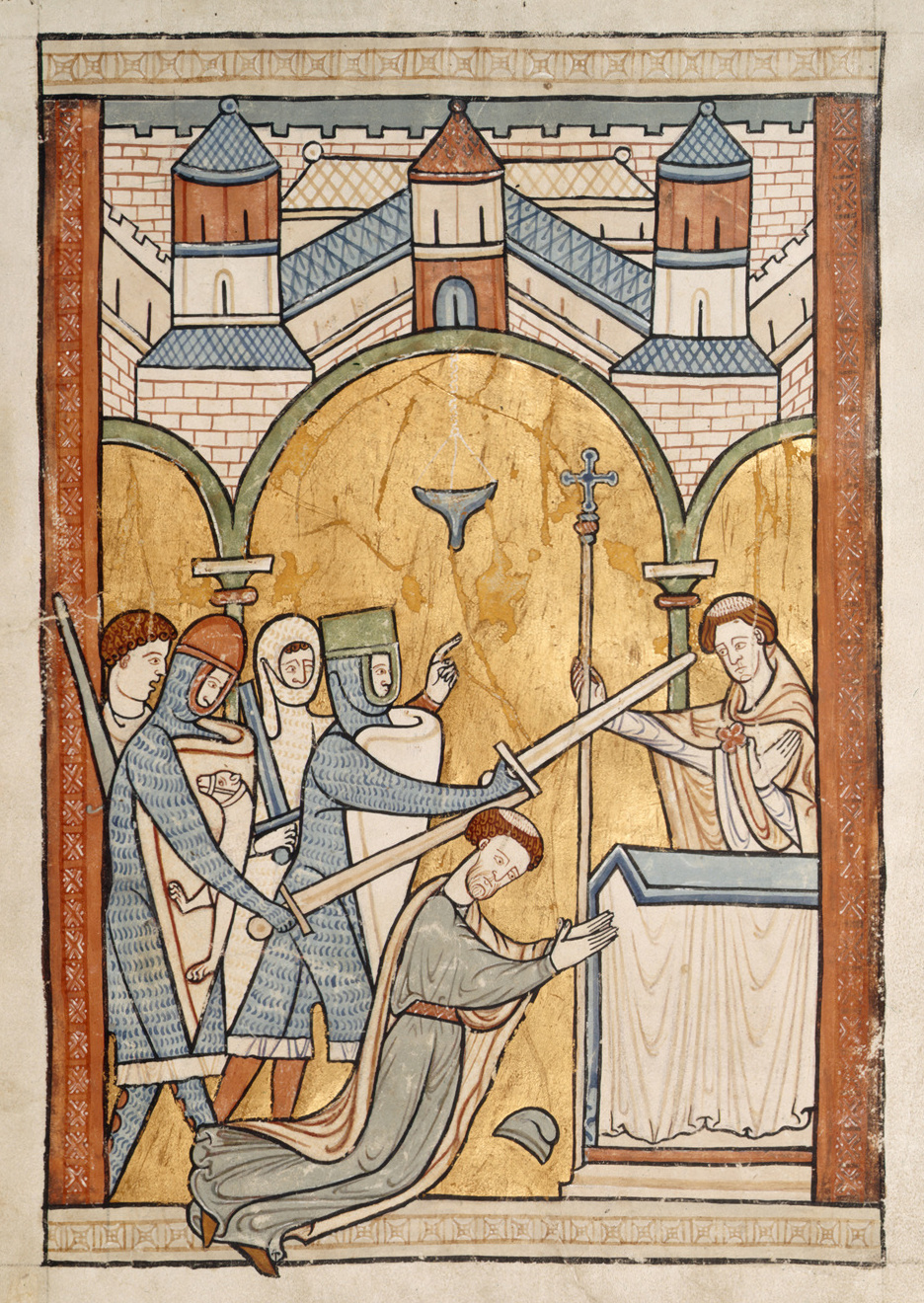
大司教トマス・ベケットの殉教

イングランド王と大司教の間の争いは激しくなり、ヘンリー2世はベケットの暗殺者に次のようなことばで（暗殺命令を）示唆した。「私はなんとみじめな反逆者を私の家の中で育ててきたのだろう、彼らの君主を、いやしい生まれの聖職者がこのような恥辱に満ちた侮辱で扱うような反逆者を…」と。
ベケットは1170年に殺害され、キリスト教会はヘンリー2世を責めた。トーマス・ベケットの庇護者であったルイ7世は対照的に称賛を得た。ルイ7世の世俗的な力はヘンリー2世よりも弱いにもかかわらず、道徳的立場で有利となった。
若ヘンリーがフランス王位に登り詰めるという可能性は、1165年にアデルが男子フィリップを生んだことで立ち消えとなった。未来のフランス王が誕生したことで平和は終わり、ヘンリー2世はオーヴェルニュを要求して1167年に進軍し、その一方でブールジュも要求して1170年に攻撃した。ルイ7世はノルマンディー・ヴェクサンを奇襲して、ヘンリー2世に対してその軍を北へ移させることで答え、南方に進軍してブールジュを解放した。ここで重要なのは、たとえヘンリー2世が拡張政策を終えたとしてもルイ7世は単純には驚かなかったという点である。
ヘンリー2世は自分の領土に対しては首尾一貫して主権を行使してこなかったが、自分の所有地に関しては息子達に分割させる予定であった。若ヘンリーは1170年にイングランド王として戴冠したが、実際は統治せず、リチャードは1172年にアキテーヌ公となり、ジョフロワは1181年にブルターニュ公になり、ジョンは1185年にアイルランド卿となった。他方、1161年のエレノアはトゥールーズへの遠征中の1170年に、ガスコーニュを持参金とする形でカスティーリャ国王アルフォンソ8世と婚約した。領土を息子達の間で分割し、そのうちの何人かが反抗を起こしたことで、ヘンリー2世の統治はますます困難なものとなった。
若ヘンリーは即位の際にヘンリー2世に対して、自分の相続地として少なくともイングランドかアンジューかノルマンディーを求めたが、ヘンリー2世によっていずれも拒否された。ヘンリー若王はルイ7世の宮廷に加わり、アリエノールとその息子であるリチャード、ジョフロワ2世もこれに加わった。かくしてヘンリー2世の国々は彼に対する闘争に参加するよう圧力を掛けられることになった。ルイ7世に加わった他の王侯には、ウィリアム1世獅子王、フランドル伯フィリップ、ブロワ伯ティボー5世がいた。ヘンリー2世は己の富で多くの傭兵を徴集し、アリエノールとウィリアム1世を捕えてファレーズ条約を強制させたことにより戦争に勝った。ヘンリー2世はラ・マルシュ伯を買収し、ヴェクサンとブールジュの権利を主張したが、この時には要求を裏付けるための侵略はなかった。

### フィリップ2世尊厳王とリチャード1世獅子心王

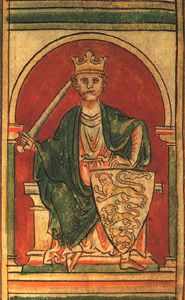
リチャード1世獅子心王

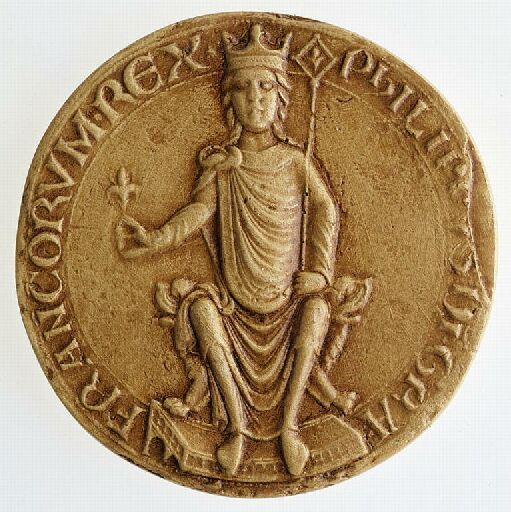
フィリップ2世尊厳王

1180年にルイ7世が死ぬと、サン＝ドニ大聖堂に埋葬された。1183年にその息子はわずか15歳でフランス王位に登り詰めた。フィリップ2世尊厳王の政策はヘンリー2世の息子達を父王に反逆させることである。リチャードは1175年以来アキテーヌを統治したが、その中央集権的な政策は東部のペリゴールやリモージュでは不人気ではあった。リチャードは殺害や強姦といった多くの犯罪行為で非難を受けた。もしリチャードが本当にアキテーヌで人気がなかったのなら、フィリップ2世も同時代の人が「狡猾で、ごまかしが効き、計算深く、貧乏で女々しい君主」と記しているように本当に好かれなかったであろう。
1183年にヘンリー若王はリチャードの領地を強奪するためにジェフリー・オブ・リュジニャンとともにリモージュで反旗を翻した。2人にはフィリップ2世、レーモン5世、ブルゴーニュ公ユーグ3世が加わった。同年にヘンリー若王が致命的な病で急死したことでリチャードは救われた。ヘンリー若王はルーアン大聖堂に埋葬された。
この時点でリチャードはヘンリー2世の最年長の息子であり、ヘンリー若王の地位を相続した。ヘンリー2世はリチャードに対してアキテーヌをジョンに譲るように命じたが、リチャードは拒絶した。この時ヘンリー2世は、ウェールズ諸侯の挑戦、ウィリアム1世の城の返還要求、フィリップ2世からの若ヘンリー死去に伴うノルマンディー・ヴェクサンの要求といった多くの物事に対処しなければならなかった。ヘンリー2世は最終的にアキテーヌをアリエノールに渡すようリチャードに求めたが、リチャードは同地を支配したままだった。1183年までにレーモン5世はカオールを奪還し、ヘンリー2世はリチャードに対してトゥールーズへの遠征を求めた。ジョフロワ2世はリチャードと不和になり、このことは明らかにカペー家に利用されそうになったが、1186年の槍試合で不慮の死を遂げた。1187年にはフィリップ2世とリチャードはロジャー・オブ・ホーヴデンが報告しているように強力な同盟者となった。
イングランド王は強い驚きに襲われ、この「同盟」は何を意味するのかと困惑し、警戒するようになり、次第にフランスに対してリチャードを召還するようフランスに手紙を送るようになった。そのリチャードは平和的にその気になってシノン経由で父の許に帰る準備をする振りをしながら、自らが囚われの身でもあるにもかかわらず、父の遺産の一部を横領して、ポワトゥー地方の自らの城を要塞化して、父の許に帰るのを拒否した。
ジェフリー・オブ・リュジニャンも加わってレーモン5世は1188年に再び攻撃した。ヘンリー2世自らが反乱に資金提供をしたと噂された。この頃までにフィリップ2世はノルマンディーのヘンリー2世を攻撃して、ベリーの要塞を占領した。1188年にフィリップ2世とヘンリー2世は和平について再び話し合い、ヘンリー2世はリチャードを自らの後継者とすることを拒否した。リチャードは「ようやく今自分が不可能な身であることが分かった」と語った、とある話は報告している。
ここにヘンリー2世の全戦略は崩壊した。第一に、リチャードはヘンリー2世が獲得した全領地を抵当に入れてフランス王に臣従した。リチャードとフィリップがヘンリー2世を攻撃すると（アキテーヌではヘンリー2世のために誰も立ち上がらなかった）、ブルトン人もヘンリー2世に対する攻撃の機会を捉えた。ヘンリー2世の出生の地であるル・マンですら占領され、トゥールーズも間もなく陥落した。ヘンリー2世は自分のシノン城を取り囲んだだけであった。ヘンリー2世は最終的に降伏を余儀なくされた。ヘンリー2世はフィリップ2世に莫大な貢税を払い、リチャードをフランスとイングランドの領主とするというフィリップ2世の案に誓約した。ヘンリー2世は2日後に死去し、その報はジョン、リチャード、フィリップ2世の許に伝えられた。ヘンリー2世はフォントヴロー修道院に埋葬された。
ヘンリー2世の王妃であったアリエノールは自由の身となり、リース・アプ・グリフィズは再起してヘンリー2世に吸収されていた南ウェールズの再征服に取りかかった。1189年11月にウェストミンスター寺院でリチャードはイングランド王リチャード1世として即位したが、既にノルマンディー公、アンジュー伯、アキテーヌ公となっていた。フィリップ2世はノルマンディー・ヴェクサンの返還を求めたが、リチャード1世がフィリップ2世の姉であるアリスとの婚約を発表して問題は解決した。リチャード1世はまたオーヴェルニュがアキテーヌ公ではなくフランス王に属することを認め、ヘンリー2世の主張を退けた。ブリテン島ではスコットランド王ウィリアム1世（獅子王）とファレーズ条約の撤回について交渉し、合意に達した。

### 第3回十字軍
次に優先すべきことは十字軍であった。十字軍は長いこと遅れていたが、リチャード1世は自らの宗教的義務と見做していた。その背景には純粋な宗教上の問題があった、リチャード1世の先祖であるフルク5世は長い間エルサレム国王の地位にあり、当時の国王であるギー・ド・リュジニャンはポワトゥー地方の貴族であり、その妻シビーユは少なくともリチャード1世の血縁者であった。十字軍はフランス問題と同じくリチャード1世のイングランド不在の理由となった。リチャード1世は半年足らずしかイングランドで過ごさなかった。

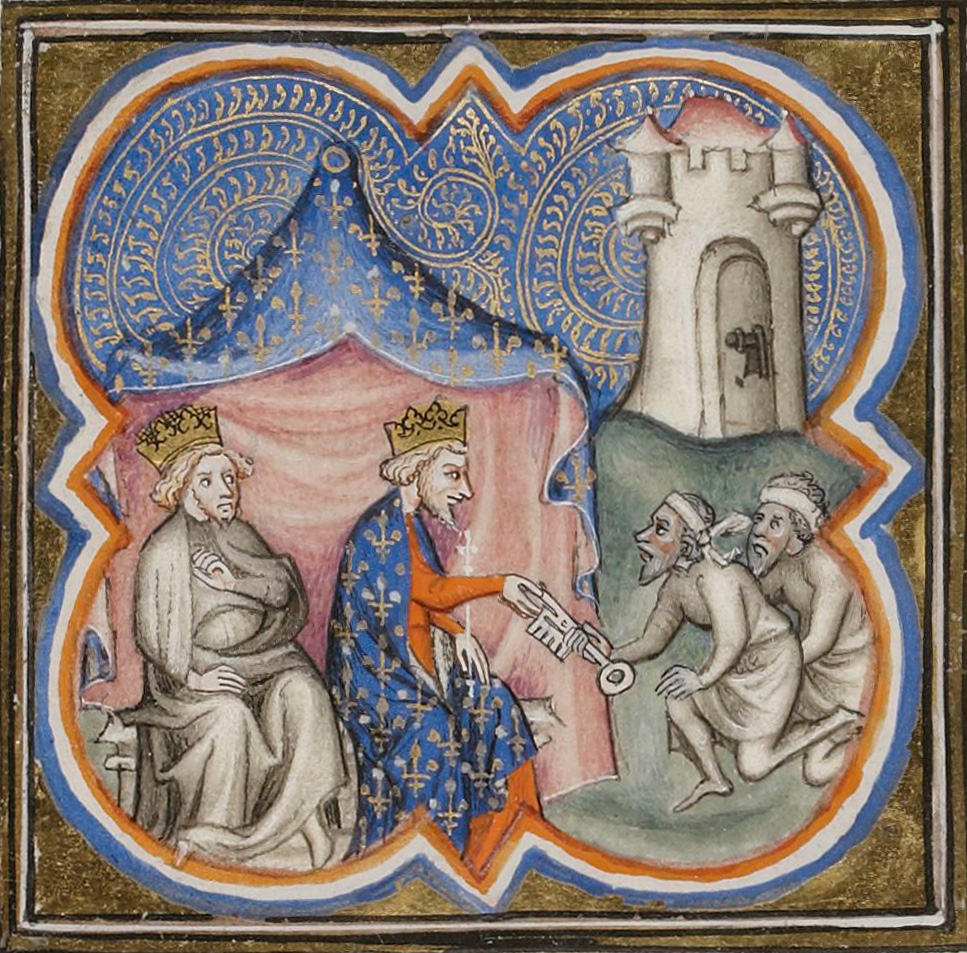
アッコンのフィリップ2世（右）とリチャード1世（左）。

出立する前、リチャード1世は彼が聖地にいる間に間違いが起きないようにしておかなければならなかった。レーモン5世がアキテーヌに自領を広げるではないかというわずかな疑いがあった。レーモン5世がナバラ王 サンチョ6世と同盟を結んだことは背後からの脅威となった。他方、聖地のリチャード1世は1191年にナバラ王女ベレンガリアと結婚し、アリスとの婚約は破棄された。フィリップ2世をなだめるために、リチャードは、もし自分に2人の子供が生まれたら、そのうちの若い方はノルマンディーかアキテーヌかアンジューを相続してフランス王のためにそこを統治するという案を受け入れざるを得なかった。
遠征中の行政機構は比較的うまく機能し、たとえば、トゥールーズからの攻撃はサンチョ6世の助けで撃退できた。アッコンへの包囲攻撃は終了した（この時、リチャード1世はオーストリア公レオポルト5世がアッコンに掲げた旗を引きずり下ろしたことで抗議を受けている）。フィリップ2世がフランスに帰った理由としては、大抵は赤痢にかかったことが原因だと言われている。別の原因としてはリチャード1世のアリスに対する待遇とも、自分の家臣が己よりも多くの力と富を得ていることに我慢ならなかったとも、フランドル伯の死でアルトワを求めるために帰還したとも言われる。
リチャード1世は1192年10月までパレスチナに滞在して、自らの領地を完全に回復すると帰国の途についた。しかしリチャード1世はウィーン付近で従兄弟のコンラートを殺したという理由でレオポルトに捕えられ、神聖ローマ皇帝ハインリヒ6世に引き渡された。ジョンはフィリップ2世の宮廷に呼ばれ、アルトワを持参金とする条件でアリスとの結婚を受け入れた。その見返りにノルマン・ヴェクサン全土はフランス王に与えられることになった。最終的には誰もがリチャード1世は解放されないだろうと思っていた。しかし、ジョンに出来たことは傭兵を集められたことだけであった。スコットランドのウィリアム1世は反乱に参加せず、逆にリチャード1世釈放のために金を送ったほどであった。アキテーヌでの反乱はエリアス・ド・ラ・セルによって鎮圧されたが、ノルマンディーではフィリップ2世自身が指揮を執っていた。1193年4月までにフィリップ2世はルーアンに達し、公都は落とせなかったが、ライン川からディエップまでの全港を押さえていた。この事態に直面してリチャード1世の摂政は1193年7月のマント条約（マント・ラ・ジョリは、パリとルーアンの中間地点）で、ノルマン・ヴェクサン全土、ノルマンディーのドリンコートとアルクの両城、トゥレーヌのロッシュとシャティヨンの両城を含むフィリップ2世の占領地の確認と、それに匹敵するリチャード1世釈放のための身代金を認めた。
1194年の新しい条約では、トゥレーヌ地方の全ての城および都市トゥール、東ノルマンディー（但しルーアンは除く）をフランス王に譲歩するという更なる譲歩をした。アングレーム伯領はアキテーヌからの独立を宣言し、ヴァンドームはブロワ伯ルイ1世に与えられ、ペルシュ伯ロトルー3世はムーランとボンムーランを獲得した。ハインリヒ6世は身代金を条件に、リチャード1世を1194年に釈放した。

### リチャード1世の解放、領地奪還、死
リチャード1世は難しい立場にあった。フィリップ2世が領土の大半を掌握し、アミアンとアルトワを相続していたからである。イングランドはリチャード1世の最も確保された領土であった。というのも十字軍遠征に同行したヒューバート・ウォルターがイングランドの最高行政長官（ユスティティエ、ジャスティシャー、イングランド不在時の王に代わる行政の最高責任者）に任命されていたからである。リチャード1世はジョンが太守を務めるアイルランドをジョンから取り上げ、イングランド北部を求めるスコットランドのウィリアム1世の要求を退けた。

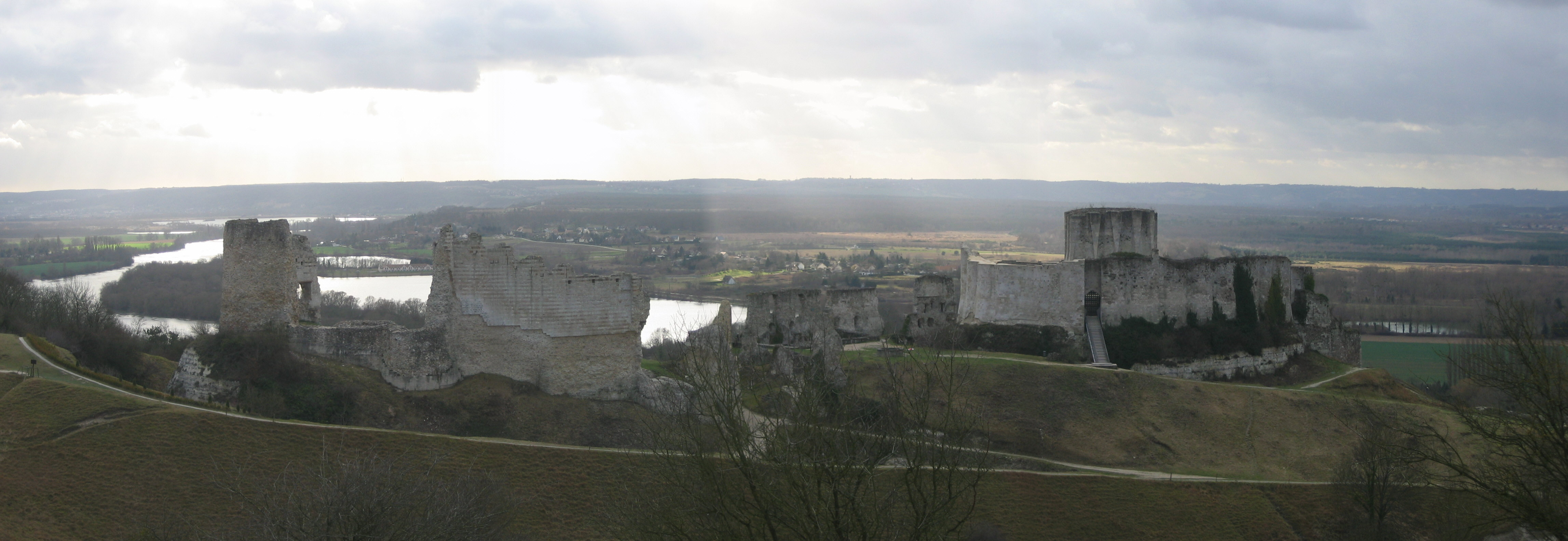
ガイヤール城の建物はリチャード1世の許で建造が始まったが、完成する直前に死んだ。

リチャード1世は単に自らの領地を取り戻すためにイギリス海峡（ドーバー海峡）を渡った。ジョンはエヴルーの守備隊を殺害し、街をリチャード1世に譲ることでフィリップ2世を裏切ったからである。年代記作家のギヨーム・ル・ブルトンは「ジョンは最初に父（ヘンリー2世）を裏切り、次に兄（リチャード1世）を裏切り、そして今主君（フィリップ2世）を裏切った。」と語った。将来のナバラ王となるサンチョはこの争いに参加してアキテーヌを攻撃し、アングレームとトゥールを占領した。リチャード1世自身が卓越した指揮官として知られていた。この戦争の初戦はリチャード1世側が幾つかの挫折に見舞われ困難を極めた。他方、フィリップ2世も卓越した指揮官かつ政治家であった。しかしながら10月までに新たなトゥールーズ伯となったレーモン6世はカペー家を裏切り、リチャード1世に加勢した。レーモン6世に続いて、将来ラテン皇帝となるフランドル伯ボードゥアン4世がリチャードの側に加勢した。ボードゥアンはアルトワをめぐってフィリップ2世と争っていたからであった。1197年にハインリヒ6世が死去してリチャード1世の甥に当たるオットー4世が新皇帝となった。熟練の指揮官であるブローニュ伯ルノー・ド・ダンマルタンもフィリップ2世を見捨てた。ボードゥアン4世はアルトワを侵略し、サン・トメールを占領し、リチャード1世はベリーに軍を進めてパリ付近のジゾールでフィリップ2世に手厳しい敗北を与えた。休戦が受け入れられ、リチャード1世はノルマンディーの大半を取り戻し、以前よりも多くのアキテーヌの地を獲得した。リチャード1世は再び反乱に対処しなければならなかったが、今回はリモージュであった。1199年4月にシャーリュー＝シャブロールで弓矢を受けて壊疽にかかって死んだ。リチャード1世の遺体は父と同じくフォントヴロー修道院に埋葬された。

## ジョン欠地王の統治と崩壊（1199年から1217年）
ジョンは自らの所領を維持しなければならず、未だ王ではなかった。リチャード1世戦死の報を聞いたフィリップ2世は素早くエヴルーを占領した。ジョンは自らの力に物を言わせてアンジュー家の財産とシノン城の掌握を務めた。しかしながら当地の習慣では、兄の息子が要求者となることが好まれていた。それ以後はブルターニュ公ジョフロワ2世の息子アルテュールが支配者と見做され、ジョンからアンジュー家代々の土地を取り上げた。ノルマンディーとイングランドのみがジョンの支配を受け入れた。ジョン欠地王は1199年4月にルーアンでノルマンディー公となり、ウェストミンスター寺院でイングランド王に即位した。ジョンは母のアリエノールをアキテーヌの統治のために残した。
ジョンの同盟者であるエメリ・ド・トゥアールと3人のリュジニャンの貴族は、アルテュールの捕縛とジョンを伯とするのを試みるためにトゥールを攻撃した。エメリは、もしアルテュールを捕虜にしたら、セネシャル（軍事権を持つ代官・執事）の地位を約束されていた。この頃までにジョンはフィリップ2世と休戦するためにノルマンディーに赴いた。ジョンはこの休戦でリチャード1世の嘗ての同盟者、特にブローニュ伯、フランドル伯、神聖ローマ皇帝といった面々を獲得するといった利益を得た。少なくとも15のフランスの伯がジョンの同盟者となることを誓った。ジョンは今ではフィリップ2世よりも強力な立場にあった。国王の強力な支援者であるギヨーム・デ・ロシェですら強力な力の前にジョン側に転じ、保護すべきであったアルテュールを引き渡した。アルテュールはすぐにフィリップ2世の宮廷へ逃走しようとした。1199年にフランドル伯と数多の騎士が第4回十字軍への参加した時こそ、ジョンの宮廷が見捨てられた瞬間であった。ジョンの優位は短命なものであり、1200年にル・グレ条約を受け入れざるを得なかった。フィリップ2世はオーヴェニュとベリーの譲渡に加えて、占領したノルマンディーの領有を認められた。ジョンはボードゥアン4世やオットー4世がフィリップ2世を攻撃してもこれに干渉しないという誓いの見返りに、アンジュー家の当主となることを認められた。

### リュジニャン家の問題と決定的な敗北

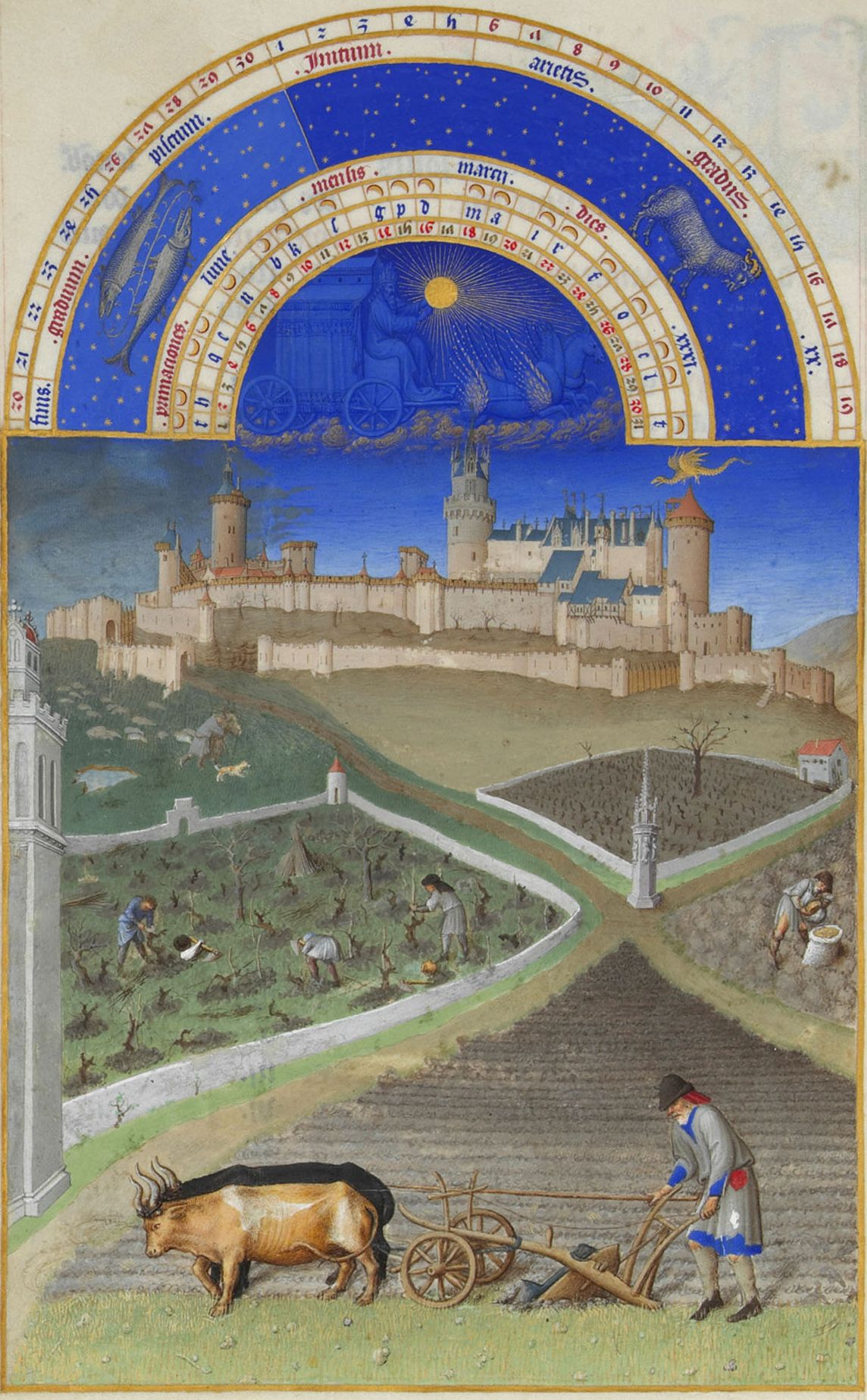
『ベリー公のいとも豪華なる時祷書』に描かれたリュジニャン城。

ユーグ9世・ド・リュジニャンがアリエノールを人質にした際に、ジョンは彼をラ・マルシュ伯に任じた。かくしてリュジニャン家は勢力を拡大することになる。1200年8月にジョンは最初の結婚を取り消し、ユーグ10世・ド・リュジニャンの婚約者であったイザベラ・オブ・アングレームと結婚して、ラ・マルシュ伯領を没収した。リュジニャンはフィリップ2世に調停を求め、フィリップ2世はジョンに宮廷に出廷するよう命じた。ジョンはこれを拒否し、フィリップ2世は宗主権の力を駆使してフランスのジョンの領土を没収した。フィリップ2世は更にアルテュールの忠誠を受け入れ、アルテュールは1202年にポワトゥー、アンジュー、メーヌ、トゥールを支配することになった。トゥールーズ伯レーモン7世もフィリップ2世に加わり、ブローニュ伯ルノーもこれに続いた。ジョンの同盟者のほとんどは十字軍のため聖地にいたか、ジョンを見放していた。ナバラ王サンチョ7世のみはジョンの側についていたが、救援が不可能であるほど弱い立場にあった。
アルテュールはリュジニャンと共にポワトゥー地方に軍を進め、一方フィリップ2世はノルマンディーを攻撃して国境一帯の多くの城を占領した。これらの攻撃の際、ジョンはル・マンに滞在しており、南方に向かうことを決断した。ジョンの軍隊は200の騎士とアルテュールとリュジニャンを捕えた。さらにリモージュ副伯（ヴィコント）をもとらえてシノンに幽閉した。1202年は、ジョンの大勝利の年であり、自らの敵に対して成功を収めたことでジョンがリチャード1世やヘンリー2世とは異なることを示した年であった。
不幸にもジョンには致命的な性格上の欠点が一つあった。「ジョンは自らが下した相手に、更に蹴りを入れる誘惑を耐えられない男だった」 ジョンは敵を辱めることで喜びを見出した。アルテュールが獄中で殺された（恐らくはジョンが命じた可能性が高い）後、ジョンの多くの支持者達は彼を見放した。
以前の同盟者もジョンに反旗を翻し、ノルマンディーのアランソンをフィリップ2世に明け渡していた。ヴォードルイユは戦わずしてフィリップ2世の手に渡った。ジョンはアランソンの奪還を図ったが、フィリップ2世が到着するやすぐに撤退した。6か月の包囲の後にガイヤール城が落ちたことはアンジュー家を打ちのめした。フィリップ2世はノルマンディーへの遠征を続け、わずか3週間でアルジャンタン、ファレーズ、カーン、バイユー、リジウーを落とした。同じ頃、ブルトン軍はモン・サン＝ミシェルとアヴランシュを占領した。1204年にはトゥールが、1205年にはロッシュとシノンが落ちた。わずかにルーアンとアルクのみが残った。ルーアンは最終的に服従し、その門をフィリップ2世に開いた。その時にノルマンディー公時代の城は壊され、より大きいものを作るように命じられた。
アリエノールは1204年に死んだ。ポワトゥーの貴族の大部分はアリエノールには忠誠を誓っていたが、ジョンに対してはそうではなく、フィリップ2世側に就いた。アリエノールの死後、アルフォンソ8世はヘンリー2世が自分の娘レオノールを差し出した際に示した持参金としてガスコーニュを求めた。ガスコーニュはかつての強大だった「アンジュー帝国」のうちアンジュー家に忠誠を誓い続ける数少ないフランス部分だった。そのため、ガスコーニュはアルフォンソに抵抗し、ジョンの支配下にとどまった。
2人の王は1206年に最終的に和平に同意した。「アンジュー帝国」はガスコーニュ、アイルランド、イングランドのみを残して縮小した。

### ブリテン諸島への遠征とフランスへの回帰
ジョンはノルマンディーとアンジューの支配が弱まるのに対して、ブリテン諸島の支配は確実にした。ジョンは1208年に南ウェールズへ、1209年にスコティッシュ・ボーダーズ（スコットランド辺境）へ、1210年にアイルランドへ、1211年に北ウェールズへ遠征した。これらの遠征はおおむね成功を収めた。ジョンは全財産を駆使してフランス遠征に必要な資金を集めた。ユダヤ人への臨時（追加的）課税は収入をもたらしたが、他方、教会の土地を全部差し押さえたことでジョンは教皇インノケンティウス3世に破門されることになった。

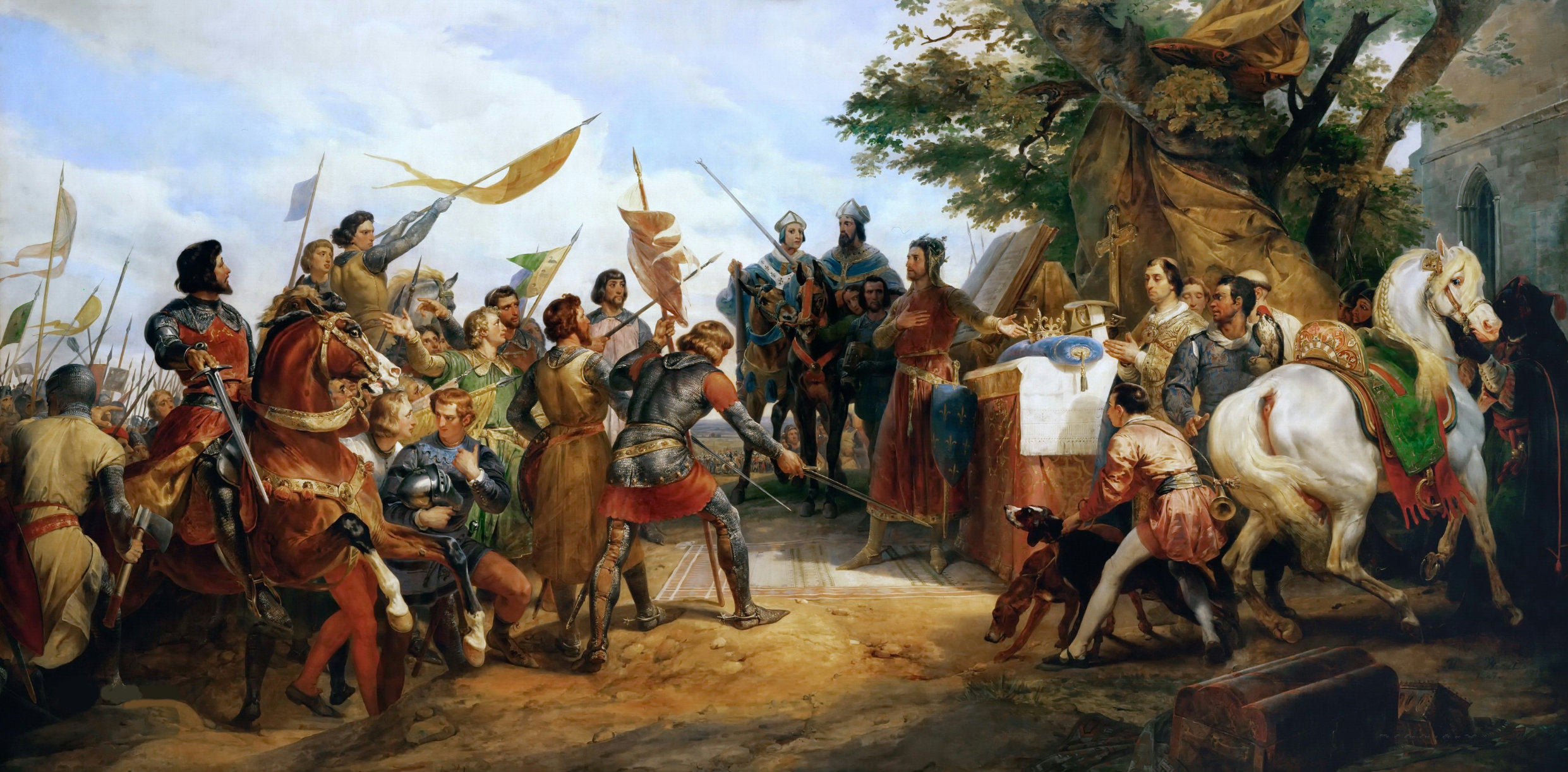
ブーヴィーヌの戦いで勝利したフィリップ2世。

1212年にジョンはフランスへの侵攻に着手したが、ウェールズでの反乱が計画を遅らせ、しかもイングランドでの有力貴族（バロン）の反乱が更に悪化させた。フィリップ2世もこの時にイングランドへの遠征を企てたが、その軍隊がダムに停泊中にソールズベリー伯ウィリアム・ド・ロンゲペー（長剣のウィリアム）によって壊滅せしめられた。この報を聞いたジョンは全軍をポワトゥーに向けて出港するよう命じた。ジョンは1214年にラ・ロシェルに上陸してブローニュ伯ルノー1世、フランドル伯フェラン、甥に当たる神聖ローマ皇帝オットー4世と連携した。ジョンの同盟者達はフランス北部を攻撃して、ジョンは南部を攻撃することになった。ジョンはガスコーニュに向かい、アジャンに兵を駐屯させようとしたが追い返された。ノルマンディーとは異なり、フィリップ2世は忠誠を転換したポワトゥー地方に侵攻出来ないでいた。ロンドンからパリへ向かうには、南部経由よりもノルマンディー経由の方が容易であった。このようなことからフィリップ2世は自らの努力をノルマンディーに集中させた。
剣は2つの方向に振るわれた。フィリップ2世にとっては、ノルマンディーから容易にイングランドに侵攻できるということ。その結果ポワトゥーが強力な王の存在感のない地域として残された。ジョンは、リュジニャン家にサントンジュ、オレロン島を与え、更にトゥールーズとアンジューも将来譲渡する可能性を見せた見返りとして、娘のジョーンをリュジニャンの息子ユーグ10世と婚約させた。これらはリュジニャン家の莫大な収穫物となったが、ジョンはこれを「服属させた」と言った。
当時はピエール1世がブルターニュ公となっていた。ピエール1世はフランス王に忠実ではあったが、そのブルターニュへの支配の主張は極めて弱いものだった。どちらかと言えば死んだアルテュールの姉アリエノールの方がブルターニュを強く要求していた。ジョンはアリエノールを捕えて、ピエール1世への脅しとして使う一方で、ピエール1世に対してはリッチモンドを提供することで誘惑した。ピエールは忠誠先を変えるのを拒否し、兄のドルー伯ロベール3世がナント付近で捕えられてもその立場は変わらなかった。
ジョンはアンジェに入り、ロッシュ＝オ＝モワーヌで新造された城を占領した。しかし王太子ルイが軍隊を率いてシノンから駆けつけたため、ジョンは退却を余儀なくされた。これらの失敗にもかかわらず、ジョンは少なくともカペー家の軍隊を分散化させるという点で同盟者の仕事を容易にするという最低の仕事は成し遂げた。そしてブーヴィーヌの戦いが起こり、彼の同盟者は全てフィリップ2世に撃破された。
- フランドル伯フェランは捕えられて投獄された。
- オットー4世は危うく捕虜になりかけるところで逃げられた。しかしドイツにおけるオットー4世の立場は弱まり、ハインリヒ6世の息子であるフリードリヒ2世に帝位を奪われた（フリードリヒ2世はフィリップ2世と同盟していた）。以後は帝位を取り戻せず、1218年に没した。
- ブローニュ伯ルノー・ド・ランマルタンは獄中で衰弱して自殺した。
- ウィリアム・ド・ロンゲペーは直接イングランド軍を指揮していたが捕虜となり、後にロベール3世と交換された（ロベール3世の父ロベール2世はこの戦いに加わっていた）。

ジョンの威信は地に堕ち、イングランドの経済は破産し、失敗した略奪者として見られるようになった。彼が集めることの出来た資金のすべてそして権力の全ては無に帰し、彼の同盟者はすべて死ぬか、捕えられるかした。

### イングランドにおけるカペー朝
1215年にイングランドの有力諸侯（バロン）達はジョンが自ら署名したばかりのマグナ・カルタの協定を尊重していないことを確信してフランスの宮廷に手紙を送り、王太子ルイにイングランドの王冠を差し出した。11月までにカペー家の軍隊は謀反人を助けるためにロンドンへ送られた。1216年5月22日、ルイ自身が率いたカペー家軍がサンドウィチに上陸した。ジョンが逃亡したことでルイがロンドンとウィンチェスターを占領できた。8月までにルイは東イングランドの大半を支配下に置き、僅かにドーバー、リンカン、ウィンザーのみがジョンに忠実であった。スコットランド王アレグザンダー2世はカンタベリーまで旅をしてルイをイングランド王と認めて臣従したりさえもした。
ジョンは2か月後に死去したが、イングランドにおいてすら負けていた。ジョンが署名したマグナ・カルタによって法的に設置された摂政職は、その時点までは適用されていなかったが、ヘンリー3世が余りにも幼過ぎたため設置された。この時、アングロ・ノルマン系の貴族達はルイからの支援を取り消していた。ルイは約1年後リンカンとサンドウィッチで敗北したことにより1217年9月のラムベス条約でイングランド王位への要求を取り下げていた。ノルマン系貴族は忠誠（誰を主君とするか）を巡って分裂したが、ノルマンディーとイングランドが大陸の切れ目で切断された一方、ブルターニュではブルターニュ公がリッチモンド伯になるという形でフランス王家の統制外という形でイングランドと関係を持ち続け、二重の忠誠を誓っていた。フランス王家の一員であるドルー伯ピエール1世はブルターニュ公位を獲得し、その後継者達は同時にリッチモンド伯となることで「リッチモンド諸封」と呼ばれる重要な封土を保有し続けた。この封土はトレント川以北のイングランドに拠点を置き、ブルトン人の設置はノルマン人がトレント川以南のイングランドに設置したのに匹敵するようになり、次第にイングランド全域に広がった。アンジュー家はこのブルトン人の封土を着手再授封することもあった。最初はサヴォイア伯ピエトロ2世を行政の長とし、それは、ランカスター家が授封されるまで続き、最終的にはウェストモーランド伯が借り受けることになり、カペー家をイングランドから追い出すことに成功した。
『カペー朝期のフランス（987年-1328年）』からアンジュー帝国崩壊の原因を要約してみよう。
12世紀後期のプランタジネット家の土地については大抵以下のことが言われてきた。帝国が傾き、ヘンリー2世の息子達の反乱で領土は分裂し、リチャード1世とジョンは苦労しつつ再統一を行った。再統一の試みはプランタジネット家の財源を過度に消耗させ、権力の土台を破壊させ、一つの政治単位として存続することを困難にさせた。これらのことからフィリップ2世の征服は避け難いものであり、ジョンの責任は限りなく激減される。

## 文化的影響
アンジュー帝国の何世紀にもわたる仮説上の存続と拡大は、歴史改変物語の主題となってきた。歴史的にイギリスとフランスの歴史家はアンジュー朝の支配のもとでのイングランドとフランスの併置は、正常な状態を逸脱したものであり、ナショナル・アイデンティティを傷つけるものだとみなしてきた。イギリスの歴史家は（集権化が遅れるため）フランスの土地を重荷と見做し、フランスの歴史家はイギリス帝国との合同と見做していた。
この点に関しては、ホイッグ史観のトマス・マコーリーが1849年に執筆した『イングランドの歴史』で、2つの国の合同について次のように述べている。
もし、仮にプランタジネット家が、一時は成功しかけたのだが、全フランスの統一に成功していたなら、おそらく独立した形でのイングランドは存在していなかったであろう。イングランドの君主、領主、高位聖職者の人種や言葉は現地の職人や小作人とは異なったものになったであろう。イングランドの大部分の所有者の収入は祭りに消費されたり、セーヌ川の流れを変える堤防に流用されたであろう。ジョン・ミルトンやエドマンド・バークの気高い言語は田舎の方言のままであり、（英語には）文学作品とされるものもなく、固定された文法も、正書法（単語の綴り方の規則）もなく、田舎者の使う言語として見捨てられていただろう。フランス人の言葉や習慣を身に着けた選りすぐりの者を除いて、イングランド人は高い地位に登り詰められなかったであろう……
プランタジネット家の王はノルマン家の王が使用していたビールやリンゴ酒に代わってワインを飲み物として採用した。アンジュー帝国の支配者はフランス語で会話をしていたが、教会では教会ラテン語 が使われた。
12世紀はまたゴシック様式の時代であり、1140年のサン＝ドニ大聖堂のシュジエールの作品である「オプス・フランキゲノム」は最初の作品として知られている。イングランドのゴシック様式はアンジュー帝国期の1180年か1190年頃に始まった。この宗教的建築は全体的にはアンジュー帝国から独立しており、単に同じ頃に生まれてイングランドに広まっていった。直接的にプランタジネット家に関連した強力な建築の影響は台所に関してである。
イギリス王室の標語である「Dieu et mon droit」（神とわが権利）はリチャード1世が主張したが、アンジュー家の君主は当時、三頭の獅子（この獅子はヒョウともされる）を紋章として用いた。たとえ、この紋章が最初にイングランドで用いられなかったとしても（三頭の獅子紋は政治的な物ではなくプランタジネット家が個人的な紋章として使われた）、今日では普通にイングランドと結び付けられる。ノルマンディーとアキテーヌでは同時にヒョウが旗として使われていたが、ノルマンディーの象徴は最も古い物である。
政治的な観点からすると大陸の問題は、イングランドの君主の関心を惹くようになった。既に、ノルマン朝の許に置かれたブリテン諸島の問題がすでに関心を払われてきたことより。アンジュー家の君主権のもとでは、物事はよりはっきりし始めた、力の天秤がフランスと、アンジュー家の諸王（彼らはイングランドで過ごすより長い時間をフランスで過ごしていたのだが）との間に設置されたので。ノルマンディーとアンジューを喪失したので、封土は二つに分断され、プランタジネット家の子孫達は、ガスコーニュを自分たちの領土に組み込もうと思うイングランド王だと認識されたに違いない。このことは、新設されたアキテーヌ公の領主権、この領主権は黒太子に与えられ、ランカスター朝の時代にも受け継がれたのだが、そしてランカスター家は、エドワード三世がフランスに対して主張していたように、カスティリヤに対して王位継承権を主張していた（エドワード黒太子の弟ランカスター公ジョン（ジョン・オブ・ゴーント）は、ペドロ1世残忍王の娘コンスタンサを娶っていた）のだが、それと一致している。この、イングランドからフランスに対する支配の主張とアキテーヌからカスティリヤに対する支配の主張とが、アンジュー期の初期との違いをなしている。